# Залокоцького — Мітюшина близнюки (шахи)
Близнюки́ Залоко́цького — Мітюшина — ідея утворення близнюків у шаховій композиції в такий спосіб: для утворення кожного нового близнюка необхідно в початковій позиції змінити колір фігури, яка матувала, на протилежний.

## Історія
Цей спосіб утворення близнюків запропонували українські проблемісти — Роман Залокоцький (03.05.1940 — 17.09.2021) і Анатолій Мітюшин (15.05.1960) у 2016 році.
 Шахова задача має певне рішення. Після цього в початковій позиції необхідно поміняти колір фігури, що матувала, на протилежний і знову виникає задача з тим же завданням оголосити мат, причому, мало того що немає фігури, яка матувала в попередній позиції, але й з'явилась фігура того ж типу суперника, яка чинитиме опір, наприклад, в ортодоксальному жанрі. Ця ідея є парадоксальна і цікава тим, що в новому близнюку фігура, що матувала, поміняла колір, і тим самим послабилась позиція сторони, що оголошувала мат, і підсилилась позиція сторони, королю якої оголошували мат. У цей спосіб можуть утворюватися близнюки практично в усіх жанрах шахової композиції. При створенні задач з такими близнюками, як правило в кооперативному жанрі, можуть виникати деякі труднощі для проблеміста — в першому близнюку не повинна проходити гра, яка буде в наступних близнюках, бо тоді немає жодного сенсу в утворенні до задачі близнюків.
Цей спосіб утворення близнюків дістав назву — близнюки Залокоцького — Мітюшина.
|   | a | b | c | d | e | f | g | h |   |
| 8 | c8 біла тура · d7 чорний пішак · f7 білий кінь · g7 чорний пішак · a6 білий король · d6 білий пішак · e6 чорний пішак · c5 білий пішак · d5 чорний король · e5 білий пішак · h5 біла тура · b4 чорний пішак · c4 чорний пішак · e4 білий кінь · c3 чорний пішак · e3 білий слон · f3 білий пішак | c8 біла тура · d7 чорний пішак · f7 білий кінь · g7 чорний пішак · a6 білий король · d6 білий пішак · e6 чорний пішак · c5 білий пішак · d5 чорний король · e5 білий пішак · h5 біла тура · b4 чорний пішак · c4 чорний пішак · e4 білий кінь · c3 чорний пішак · e3 білий слон · f3 білий пішак | c8 біла тура · d7 чорний пішак · f7 білий кінь · g7 чорний пішак · a6 білий король · d6 білий пішак · e6 чорний пішак · c5 білий пішак · d5 чорний король · e5 білий пішак · h5 біла тура · b4 чорний пішак · c4 чорний пішак · e4 білий кінь · c3 чорний пішак · e3 білий слон · f3 білий пішак | c8 біла тура · d7 чорний пішак · f7 білий кінь · g7 чорний пішак · a6 білий король · d6 білий пішак · e6 чорний пішак · c5 білий пішак · d5 чорний король · e5 білий пішак · h5 біла тура · b4 чорний пішак · c4 чорний пішак · e4 білий кінь · c3 чорний пішак · e3 білий слон · f3 білий пішак | c8 біла тура · d7 чорний пішак · f7 білий кінь · g7 чорний пішак · a6 білий король · d6 білий пішак · e6 чорний пішак · c5 білий пішак · d5 чорний король · e5 білий пішак · h5 біла тура · b4 чорний пішак · c4 чорний пішак · e4 білий кінь · c3 чорний пішак · e3 білий слон · f3 білий пішак | c8 біла тура · d7 чорний пішак · f7 білий кінь · g7 чорний пішак · a6 білий король · d6 білий пішак · e6 чорний пішак · c5 білий пішак · d5 чорний король · e5 білий пішак · h5 біла тура · b4 чорний пішак · c4 чорний пішак · e4 білий кінь · c3 чорний пішак · e3 білий слон · f3 білий пішак | c8 біла тура · d7 чорний пішак · f7 білий кінь · g7 чорний пішак · a6 білий король · d6 білий пішак · e6 чорний пішак · c5 білий пішак · d5 чорний король · e5 білий пішак · h5 біла тура · b4 чорний пішак · c4 чорний пішак · e4 білий кінь · c3 чорний пішак · e3 білий слон · f3 білий пішак | c8 біла тура · d7 чорний пішак · f7 білий кінь · g7 чорний пішак · a6 білий король · d6 білий пішак · e6 чорний пішак · c5 білий пішак · d5 чорний король · e5 білий пішак · h5 біла тура · b4 чорний пішак · c4 чорний пішак · e4 білий кінь · c3 чорний пішак · e3 білий слон · f3 білий пішак | 8 |
| 7 | c8 біла тура · d7 чорний пішак · f7 білий кінь · g7 чорний пішак · a6 білий король · d6 білий пішак · e6 чорний пішак · c5 білий пішак · d5 чорний король · e5 білий пішак · h5 біла тура · b4 чорний пішак · c4 чорний пішак · e4 білий кінь · c3 чорний пішак · e3 білий слон · f3 білий пішак | c8 біла тура · d7 чорний пішак · f7 білий кінь · g7 чорний пішак · a6 білий король · d6 білий пішак · e6 чорний пішак · c5 білий пішак · d5 чорний король · e5 білий пішак · h5 біла тура · b4 чорний пішак · c4 чорний пішак · e4 білий кінь · c3 чорний пішак · e3 білий слон · f3 білий пішак | c8 біла тура · d7 чорний пішак · f7 білий кінь · g7 чорний пішак · a6 білий король · d6 білий пішак · e6 чорний пішак · c5 білий пішак · d5 чорний король · e5 білий пішак · h5 біла тура · b4 чорний пішак · c4 чорний пішак · e4 білий кінь · c3 чорний пішак · e3 білий слон · f3 білий пішак | c8 біла тура · d7 чорний пішак · f7 білий кінь · g7 чорний пішак · a6 білий король · d6 білий пішак · e6 чорний пішак · c5 білий пішак · d5 чорний король · e5 білий пішак · h5 біла тура · b4 чорний пішак · c4 чорний пішак · e4 білий кінь · c3 чорний пішак · e3 білий слон · f3 білий пішак | c8 біла тура · d7 чорний пішак · f7 білий кінь · g7 чорний пішак · a6 білий король · d6 білий пішак · e6 чорний пішак · c5 білий пішак · d5 чорний король · e5 білий пішак · h5 біла тура · b4 чорний пішак · c4 чорний пішак · e4 білий кінь · c3 чорний пішак · e3 білий слон · f3 білий пішак | c8 біла тура · d7 чорний пішак · f7 білий кінь · g7 чорний пішак · a6 білий король · d6 білий пішак · e6 чорний пішак · c5 білий пішак · d5 чорний король · e5 білий пішак · h5 біла тура · b4 чорний пішак · c4 чорний пішак · e4 білий кінь · c3 чорний пішак · e3 білий слон · f3 білий пішак | c8 біла тура · d7 чорний пішак · f7 білий кінь · g7 чорний пішак · a6 білий король · d6 білий пішак · e6 чорний пішак · c5 білий пішак · d5 чорний король · e5 білий пішак · h5 біла тура · b4 чорний пішак · c4 чорний пішак · e4 білий кінь · c3 чорний пішак · e3 білий слон · f3 білий пішак | c8 біла тура · d7 чорний пішак · f7 білий кінь · g7 чорний пішак · a6 білий король · d6 білий пішак · e6 чорний пішак · c5 білий пішак · d5 чорний король · e5 білий пішак · h5 біла тура · b4 чорний пішак · c4 чорний пішак · e4 білий кінь · c3 чорний пішак · e3 білий слон · f3 білий пішак | 7 |
| 6 | c8 біла тура · d7 чорний пішак · f7 білий кінь · g7 чорний пішак · a6 білий король · d6 білий пішак · e6 чорний пішак · c5 білий пішак · d5 чорний король · e5 білий пішак · h5 біла тура · b4 чорний пішак · c4 чорний пішак · e4 білий кінь · c3 чорний пішак · e3 білий слон · f3 білий пішак | c8 біла тура · d7 чорний пішак · f7 білий кінь · g7 чорний пішак · a6 білий король · d6 білий пішак · e6 чорний пішак · c5 білий пішак · d5 чорний король · e5 білий пішак · h5 біла тура · b4 чорний пішак · c4 чорний пішак · e4 білий кінь · c3 чорний пішак · e3 білий слон · f3 білий пішак | c8 біла тура · d7 чорний пішак · f7 білий кінь · g7 чорний пішак · a6 білий король · d6 білий пішак · e6 чорний пішак · c5 білий пішак · d5 чорний король · e5 білий пішак · h5 біла тура · b4 чорний пішак · c4 чорний пішак · e4 білий кінь · c3 чорний пішак · e3 білий слон · f3 білий пішак | c8 біла тура · d7 чорний пішак · f7 білий кінь · g7 чорний пішак · a6 білий король · d6 білий пішак · e6 чорний пішак · c5 білий пішак · d5 чорний король · e5 білий пішак · h5 біла тура · b4 чорний пішак · c4 чорний пішак · e4 білий кінь · c3 чорний пішак · e3 білий слон · f3 білий пішак | c8 біла тура · d7 чорний пішак · f7 білий кінь · g7 чорний пішак · a6 білий король · d6 білий пішак · e6 чорний пішак · c5 білий пішак · d5 чорний король · e5 білий пішак · h5 біла тура · b4 чорний пішак · c4 чорний пішак · e4 білий кінь · c3 чорний пішак · e3 білий слон · f3 білий пішак | c8 біла тура · d7 чорний пішак · f7 білий кінь · g7 чорний пішак · a6 білий король · d6 білий пішак · e6 чорний пішак · c5 білий пішак · d5 чорний король · e5 білий пішак · h5 біла тура · b4 чорний пішак · c4 чорний пішак · e4 білий кінь · c3 чорний пішак · e3 білий слон · f3 білий пішак | c8 біла тура · d7 чорний пішак · f7 білий кінь · g7 чорний пішак · a6 білий король · d6 білий пішак · e6 чорний пішак · c5 білий пішак · d5 чорний король · e5 білий пішак · h5 біла тура · b4 чорний пішак · c4 чорний пішак · e4 білий кінь · c3 чорний пішак · e3 білий слон · f3 білий пішак | c8 біла тура · d7 чорний пішак · f7 білий кінь · g7 чорний пішак · a6 білий король · d6 білий пішак · e6 чорний пішак · c5 білий пішак · d5 чорний король · e5 білий пішак · h5 біла тура · b4 чорний пішак · c4 чорний пішак · e4 білий кінь · c3 чорний пішак · e3 білий слон · f3 білий пішак | 6 |
| 5 | c8 біла тура · d7 чорний пішак · f7 білий кінь · g7 чорний пішак · a6 білий король · d6 білий пішак · e6 чорний пішак · c5 білий пішак · d5 чорний король · e5 білий пішак · h5 біла тура · b4 чорний пішак · c4 чорний пішак · e4 білий кінь · c3 чорний пішак · e3 білий слон · f3 білий пішак | c8 біла тура · d7 чорний пішак · f7 білий кінь · g7 чорний пішак · a6 білий король · d6 білий пішак · e6 чорний пішак · c5 білий пішак · d5 чорний король · e5 білий пішак · h5 біла тура · b4 чорний пішак · c4 чорний пішак · e4 білий кінь · c3 чорний пішак · e3 білий слон · f3 білий пішак | c8 біла тура · d7 чорний пішак · f7 білий кінь · g7 чорний пішак · a6 білий король · d6 білий пішак · e6 чорний пішак · c5 білий пішак · d5 чорний король · e5 білий пішак · h5 біла тура · b4 чорний пішак · c4 чорний пішак · e4 білий кінь · c3 чорний пішак · e3 білий слон · f3 білий пішак | c8 біла тура · d7 чорний пішак · f7 білий кінь · g7 чорний пішак · a6 білий король · d6 білий пішак · e6 чорний пішак · c5 білий пішак · d5 чорний король · e5 білий пішак · h5 біла тура · b4 чорний пішак · c4 чорний пішак · e4 білий кінь · c3 чорний пішак · e3 білий слон · f3 білий пішак | c8 біла тура · d7 чорний пішак · f7 білий кінь · g7 чорний пішак · a6 білий король · d6 білий пішак · e6 чорний пішак · c5 білий пішак · d5 чорний король · e5 білий пішак · h5 біла тура · b4 чорний пішак · c4 чорний пішак · e4 білий кінь · c3 чорний пішак · e3 білий слон · f3 білий пішак | c8 біла тура · d7 чорний пішак · f7 білий кінь · g7 чорний пішак · a6 білий король · d6 білий пішак · e6 чорний пішак · c5 білий пішак · d5 чорний король · e5 білий пішак · h5 біла тура · b4 чорний пішак · c4 чорний пішак · e4 білий кінь · c3 чорний пішак · e3 білий слон · f3 білий пішак | c8 біла тура · d7 чорний пішак · f7 білий кінь · g7 чорний пішак · a6 білий король · d6 білий пішак · e6 чорний пішак · c5 білий пішак · d5 чорний король · e5 білий пішак · h5 біла тура · b4 чорний пішак · c4 чорний пішак · e4 білий кінь · c3 чорний пішак · e3 білий слон · f3 білий пішак | c8 біла тура · d7 чорний пішак · f7 білий кінь · g7 чорний пішак · a6 білий король · d6 білий пішак · e6 чорний пішак · c5 білий пішак · d5 чорний король · e5 білий пішак · h5 біла тура · b4 чорний пішак · c4 чорний пішак · e4 білий кінь · c3 чорний пішак · e3 білий слон · f3 білий пішак | 5 |
| 4 | c8 біла тура · d7 чорний пішак · f7 білий кінь · g7 чорний пішак · a6 білий король · d6 білий пішак · e6 чорний пішак · c5 білий пішак · d5 чорний король · e5 білий пішак · h5 біла тура · b4 чорний пішак · c4 чорний пішак · e4 білий кінь · c3 чорний пішак · e3 білий слон · f3 білий пішак | c8 біла тура · d7 чорний пішак · f7 білий кінь · g7 чорний пішак · a6 білий король · d6 білий пішак · e6 чорний пішак · c5 білий пішак · d5 чорний король · e5 білий пішак · h5 біла тура · b4 чорний пішак · c4 чорний пішак · e4 білий кінь · c3 чорний пішак · e3 білий слон · f3 білий пішак | c8 біла тура · d7 чорний пішак · f7 білий кінь · g7 чорний пішак · a6 білий король · d6 білий пішак · e6 чорний пішак · c5 білий пішак · d5 чорний король · e5 білий пішак · h5 біла тура · b4 чорний пішак · c4 чорний пішак · e4 білий кінь · c3 чорний пішак · e3 білий слон · f3 білий пішак | c8 біла тура · d7 чорний пішак · f7 білий кінь · g7 чорний пішак · a6 білий король · d6 білий пішак · e6 чорний пішак · c5 білий пішак · d5 чорний король · e5 білий пішак · h5 біла тура · b4 чорний пішак · c4 чорний пішак · e4 білий кінь · c3 чорний пішак · e3 білий слон · f3 білий пішак | c8 біла тура · d7 чорний пішак · f7 білий кінь · g7 чорний пішак · a6 білий король · d6 білий пішак · e6 чорний пішак · c5 білий пішак · d5 чорний король · e5 білий пішак · h5 біла тура · b4 чорний пішак · c4 чорний пішак · e4 білий кінь · c3 чорний пішак · e3 білий слон · f3 білий пішак | c8 біла тура · d7 чорний пішак · f7 білий кінь · g7 чорний пішак · a6 білий король · d6 білий пішак · e6 чорний пішак · c5 білий пішак · d5 чорний король · e5 білий пішак · h5 біла тура · b4 чорний пішак · c4 чорний пішак · e4 білий кінь · c3 чорний пішак · e3 білий слон · f3 білий пішак | c8 біла тура · d7 чорний пішак · f7 білий кінь · g7 чорний пішак · a6 білий король · d6 білий пішак · e6 чорний пішак · c5 білий пішак · d5 чорний король · e5 білий пішак · h5 біла тура · b4 чорний пішак · c4 чорний пішак · e4 білий кінь · c3 чорний пішак · e3 білий слон · f3 білий пішак | c8 біла тура · d7 чорний пішак · f7 білий кінь · g7 чорний пішак · a6 білий король · d6 білий пішак · e6 чорний пішак · c5 білий пішак · d5 чорний король · e5 білий пішак · h5 біла тура · b4 чорний пішак · c4 чорний пішак · e4 білий кінь · c3 чорний пішак · e3 білий слон · f3 білий пішак | 4 |
| 3 | c8 біла тура · d7 чорний пішак · f7 білий кінь · g7 чорний пішак · a6 білий король · d6 білий пішак · e6 чорний пішак · c5 білий пішак · d5 чорний король · e5 білий пішак · h5 біла тура · b4 чорний пішак · c4 чорний пішак · e4 білий кінь · c3 чорний пішак · e3 білий слон · f3 білий пішак | c8 біла тура · d7 чорний пішак · f7 білий кінь · g7 чорний пішак · a6 білий король · d6 білий пішак · e6 чорний пішак · c5 білий пішак · d5 чорний король · e5 білий пішак · h5 біла тура · b4 чорний пішак · c4 чорний пішак · e4 білий кінь · c3 чорний пішак · e3 білий слон · f3 білий пішак | c8 біла тура · d7 чорний пішак · f7 білий кінь · g7 чорний пішак · a6 білий король · d6 білий пішак · e6 чорний пішак · c5 білий пішак · d5 чорний король · e5 білий пішак · h5 біла тура · b4 чорний пішак · c4 чорний пішак · e4 білий кінь · c3 чорний пішак · e3 білий слон · f3 білий пішак | c8 біла тура · d7 чорний пішак · f7 білий кінь · g7 чорний пішак · a6 білий король · d6 білий пішак · e6 чорний пішак · c5 білий пішак · d5 чорний король · e5 білий пішак · h5 біла тура · b4 чорний пішак · c4 чорний пішак · e4 білий кінь · c3 чорний пішак · e3 білий слон · f3 білий пішак | c8 біла тура · d7 чорний пішак · f7 білий кінь · g7 чорний пішак · a6 білий король · d6 білий пішак · e6 чорний пішак · c5 білий пішак · d5 чорний король · e5 білий пішак · h5 біла тура · b4 чорний пішак · c4 чорний пішак · e4 білий кінь · c3 чорний пішак · e3 білий слон · f3 білий пішак | c8 біла тура · d7 чорний пішак · f7 білий кінь · g7 чорний пішак · a6 білий король · d6 білий пішак · e6 чорний пішак · c5 білий пішак · d5 чорний король · e5 білий пішак · h5 біла тура · b4 чорний пішак · c4 чорний пішак · e4 білий кінь · c3 чорний пішак · e3 білий слон · f3 білий пішак | c8 біла тура · d7 чорний пішак · f7 білий кінь · g7 чорний пішак · a6 білий король · d6 білий пішак · e6 чорний пішак · c5 білий пішак · d5 чорний король · e5 білий пішак · h5 біла тура · b4 чорний пішак · c4 чорний пішак · e4 білий кінь · c3 чорний пішак · e3 білий слон · f3 білий пішак | c8 біла тура · d7 чорний пішак · f7 білий кінь · g7 чорний пішак · a6 білий король · d6 білий пішак · e6 чорний пішак · c5 білий пішак · d5 чорний король · e5 білий пішак · h5 біла тура · b4 чорний пішак · c4 чорний пішак · e4 білий кінь · c3 чорний пішак · e3 білий слон · f3 білий пішак | 3 |
| 2 | c8 біла тура · d7 чорний пішак · f7 білий кінь · g7 чорний пішак · a6 білий король · d6 білий пішак · e6 чорний пішак · c5 білий пішак · d5 чорний король · e5 білий пішак · h5 біла тура · b4 чорний пішак · c4 чорний пішак · e4 білий кінь · c3 чорний пішак · e3 білий слон · f3 білий пішак | c8 біла тура · d7 чорний пішак · f7 білий кінь · g7 чорний пішак · a6 білий король · d6 білий пішак · e6 чорний пішак · c5 білий пішак · d5 чорний король · e5 білий пішак · h5 біла тура · b4 чорний пішак · c4 чорний пішак · e4 білий кінь · c3 чорний пішак · e3 білий слон · f3 білий пішак | c8 біла тура · d7 чорний пішак · f7 білий кінь · g7 чорний пішак · a6 білий король · d6 білий пішак · e6 чорний пішак · c5 білий пішак · d5 чорний король · e5 білий пішак · h5 біла тура · b4 чорний пішак · c4 чорний пішак · e4 білий кінь · c3 чорний пішак · e3 білий слон · f3 білий пішак | c8 біла тура · d7 чорний пішак · f7 білий кінь · g7 чорний пішак · a6 білий король · d6 білий пішак · e6 чорний пішак · c5 білий пішак · d5 чорний король · e5 білий пішак · h5 біла тура · b4 чорний пішак · c4 чорний пішак · e4 білий кінь · c3 чорний пішак · e3 білий слон · f3 білий пішак | c8 біла тура · d7 чорний пішак · f7 білий кінь · g7 чорний пішак · a6 білий король · d6 білий пішак · e6 чорний пішак · c5 білий пішак · d5 чорний король · e5 білий пішак · h5 біла тура · b4 чорний пішак · c4 чорний пішак · e4 білий кінь · c3 чорний пішак · e3 білий слон · f3 білий пішак | c8 біла тура · d7 чорний пішак · f7 білий кінь · g7 чорний пішак · a6 білий король · d6 білий пішак · e6 чорний пішак · c5 білий пішак · d5 чорний король · e5 білий пішак · h5 біла тура · b4 чорний пішак · c4 чорний пішак · e4 білий кінь · c3 чорний пішак · e3 білий слон · f3 білий пішак | c8 біла тура · d7 чорний пішак · f7 білий кінь · g7 чорний пішак · a6 білий король · d6 білий пішак · e6 чорний пішак · c5 білий пішак · d5 чорний король · e5 білий пішак · h5 біла тура · b4 чорний пішак · c4 чорний пішак · e4 білий кінь · c3 чорний пішак · e3 білий слон · f3 білий пішак | c8 біла тура · d7 чорний пішак · f7 білий кінь · g7 чорний пішак · a6 білий король · d6 білий пішак · e6 чорний пішак · c5 білий пішак · d5 чорний король · e5 білий пішак · h5 біла тура · b4 чорний пішак · c4 чорний пішак · e4 білий кінь · c3 чорний пішак · e3 білий слон · f3 білий пішак | 2 |
| 1 | c8 біла тура · d7 чорний пішак · f7 білий кінь · g7 чорний пішак · a6 білий король · d6 білий пішак · e6 чорний пішак · c5 білий пішак · d5 чорний король · e5 білий пішак · h5 біла тура · b4 чорний пішак · c4 чорний пішак · e4 білий кінь · c3 чорний пішак · e3 білий слон · f3 білий пішак | c8 біла тура · d7 чорний пішак · f7 білий кінь · g7 чорний пішак · a6 білий король · d6 білий пішак · e6 чорний пішак · c5 білий пішак · d5 чорний король · e5 білий пішак · h5 біла тура · b4 чорний пішак · c4 чорний пішак · e4 білий кінь · c3 чорний пішак · e3 білий слон · f3 білий пішак | c8 біла тура · d7 чорний пішак · f7 білий кінь · g7 чорний пішак · a6 білий король · d6 білий пішак · e6 чорний пішак · c5 білий пішак · d5 чорний король · e5 білий пішак · h5 біла тура · b4 чорний пішак · c4 чорний пішак · e4 білий кінь · c3 чорний пішак · e3 білий слон · f3 білий пішак | c8 біла тура · d7 чорний пішак · f7 білий кінь · g7 чорний пішак · a6 білий король · d6 білий пішак · e6 чорний пішак · c5 білий пішак · d5 чорний король · e5 білий пішак · h5 біла тура · b4 чорний пішак · c4 чорний пішак · e4 білий кінь · c3 чорний пішак · e3 білий слон · f3 білий пішак | c8 біла тура · d7 чорний пішак · f7 білий кінь · g7 чорний пішак · a6 білий король · d6 білий пішак · e6 чорний пішак · c5 білий пішак · d5 чорний король · e5 білий пішак · h5 біла тура · b4 чорний пішак · c4 чорний пішак · e4 білий кінь · c3 чорний пішак · e3 білий слон · f3 білий пішак | c8 біла тура · d7 чорний пішак · f7 білий кінь · g7 чорний пішак · a6 білий король · d6 білий пішак · e6 чорний пішак · c5 білий пішак · d5 чорний король · e5 білий пішак · h5 біла тура · b4 чорний пішак · c4 чорний пішак · e4 білий кінь · c3 чорний пішак · e3 білий слон · f3 білий пішак | c8 біла тура · d7 чорний пішак · f7 білий кінь · g7 чорний пішак · a6 білий король · d6 білий пішак · e6 чорний пішак · c5 білий пішак · d5 чорний король · e5 білий пішак · h5 біла тура · b4 чорний пішак · c4 чорний пішак · e4 білий кінь · c3 чорний пішак · e3 білий слон · f3 білий пішак | c8 біла тура · d7 чорний пішак · f7 білий кінь · g7 чорний пішак · a6 білий король · d6 білий пішак · e6 чорний пішак · c5 білий пішак · d5 чорний король · e5 білий пішак · h5 біла тура · b4 чорний пішак · c4 чорний пішак · e4 білий кінь · c3 чорний пішак · e3 білий слон · f3 білий пішак | 1 |
|   | a | b | c | d | e | f | g | h |   |

FEN: 2R5/3p1Np1/K2Pp3/2PkP2R/1pp1N3/2p1BP2/8/8
b) e4 = e4

a) 1. Rh1? ~ 2. Rd1 #, 1. ... c2!

    1. Rh2! ~ Zz
    1. ... b3 2. Sxc3 #
    1. ... g5 2. Sf6 #
- — - — - — -
    1. ... c2 2. Rd2 #
b) 1. Rh4! ~ 2. fe4 #
    1. ... S~   2. Rd4 #
    1. ... Sxc5+! 2. Rxc5 #
В першому близнюку в перших двох тематичних варіантах матує білий кінь «е4». Відповідно для утворення другого близнюка потрібно поміняти білого коня «е4» на чорного коня.
|   | a | b | c | d | e | f | g | h |   |
| 8 | f8 біла тура · c7 чорний пішак · h6 білий слон · e5 чорний пішак · a4 чорний кінь · c4 білий слон · d4 білий кінь · e4 чорний король · h4 чорний пішак · c2 білий пішак · e2 білий пішак · h2 білий король · d1 біла тура | f8 біла тура · c7 чорний пішак · h6 білий слон · e5 чорний пішак · a4 чорний кінь · c4 білий слон · d4 білий кінь · e4 чорний король · h4 чорний пішак · c2 білий пішак · e2 білий пішак · h2 білий король · d1 біла тура | f8 біла тура · c7 чорний пішак · h6 білий слон · e5 чорний пішак · a4 чорний кінь · c4 білий слон · d4 білий кінь · e4 чорний король · h4 чорний пішак · c2 білий пішак · e2 білий пішак · h2 білий король · d1 біла тура | f8 біла тура · c7 чорний пішак · h6 білий слон · e5 чорний пішак · a4 чорний кінь · c4 білий слон · d4 білий кінь · e4 чорний король · h4 чорний пішак · c2 білий пішак · e2 білий пішак · h2 білий король · d1 біла тура | f8 біла тура · c7 чорний пішак · h6 білий слон · e5 чорний пішак · a4 чорний кінь · c4 білий слон · d4 білий кінь · e4 чорний король · h4 чорний пішак · c2 білий пішак · e2 білий пішак · h2 білий король · d1 біла тура | f8 біла тура · c7 чорний пішак · h6 білий слон · e5 чорний пішак · a4 чорний кінь · c4 білий слон · d4 білий кінь · e4 чорний король · h4 чорний пішак · c2 білий пішак · e2 білий пішак · h2 білий король · d1 біла тура | f8 біла тура · c7 чорний пішак · h6 білий слон · e5 чорний пішак · a4 чорний кінь · c4 білий слон · d4 білий кінь · e4 чорний король · h4 чорний пішак · c2 білий пішак · e2 білий пішак · h2 білий король · d1 біла тура | f8 біла тура · c7 чорний пішак · h6 білий слон · e5 чорний пішак · a4 чорний кінь · c4 білий слон · d4 білий кінь · e4 чорний король · h4 чорний пішак · c2 білий пішак · e2 білий пішак · h2 білий король · d1 біла тура | 8 |
| 7 | f8 біла тура · c7 чорний пішак · h6 білий слон · e5 чорний пішак · a4 чорний кінь · c4 білий слон · d4 білий кінь · e4 чорний король · h4 чорний пішак · c2 білий пішак · e2 білий пішак · h2 білий король · d1 біла тура | f8 біла тура · c7 чорний пішак · h6 білий слон · e5 чорний пішак · a4 чорний кінь · c4 білий слон · d4 білий кінь · e4 чорний король · h4 чорний пішак · c2 білий пішак · e2 білий пішак · h2 білий король · d1 біла тура | f8 біла тура · c7 чорний пішак · h6 білий слон · e5 чорний пішак · a4 чорний кінь · c4 білий слон · d4 білий кінь · e4 чорний король · h4 чорний пішак · c2 білий пішак · e2 білий пішак · h2 білий король · d1 біла тура | f8 біла тура · c7 чорний пішак · h6 білий слон · e5 чорний пішак · a4 чорний кінь · c4 білий слон · d4 білий кінь · e4 чорний король · h4 чорний пішак · c2 білий пішак · e2 білий пішак · h2 білий король · d1 біла тура | f8 біла тура · c7 чорний пішак · h6 білий слон · e5 чорний пішак · a4 чорний кінь · c4 білий слон · d4 білий кінь · e4 чорний король · h4 чорний пішак · c2 білий пішак · e2 білий пішак · h2 білий король · d1 біла тура | f8 біла тура · c7 чорний пішак · h6 білий слон · e5 чорний пішак · a4 чорний кінь · c4 білий слон · d4 білий кінь · e4 чорний король · h4 чорний пішак · c2 білий пішак · e2 білий пішак · h2 білий король · d1 біла тура | f8 біла тура · c7 чорний пішак · h6 білий слон · e5 чорний пішак · a4 чорний кінь · c4 білий слон · d4 білий кінь · e4 чорний король · h4 чорний пішак · c2 білий пішак · e2 білий пішак · h2 білий король · d1 біла тура | f8 біла тура · c7 чорний пішак · h6 білий слон · e5 чорний пішак · a4 чорний кінь · c4 білий слон · d4 білий кінь · e4 чорний король · h4 чорний пішак · c2 білий пішак · e2 білий пішак · h2 білий король · d1 біла тура | 7 |
| 6 | f8 біла тура · c7 чорний пішак · h6 білий слон · e5 чорний пішак · a4 чорний кінь · c4 білий слон · d4 білий кінь · e4 чорний король · h4 чорний пішак · c2 білий пішак · e2 білий пішак · h2 білий король · d1 біла тура | f8 біла тура · c7 чорний пішак · h6 білий слон · e5 чорний пішак · a4 чорний кінь · c4 білий слон · d4 білий кінь · e4 чорний король · h4 чорний пішак · c2 білий пішак · e2 білий пішак · h2 білий король · d1 біла тура | f8 біла тура · c7 чорний пішак · h6 білий слон · e5 чорний пішак · a4 чорний кінь · c4 білий слон · d4 білий кінь · e4 чорний король · h4 чорний пішак · c2 білий пішак · e2 білий пішак · h2 білий король · d1 біла тура | f8 біла тура · c7 чорний пішак · h6 білий слон · e5 чорний пішак · a4 чорний кінь · c4 білий слон · d4 білий кінь · e4 чорний король · h4 чорний пішак · c2 білий пішак · e2 білий пішак · h2 білий король · d1 біла тура | f8 біла тура · c7 чорний пішак · h6 білий слон · e5 чорний пішак · a4 чорний кінь · c4 білий слон · d4 білий кінь · e4 чорний король · h4 чорний пішак · c2 білий пішак · e2 білий пішак · h2 білий король · d1 біла тура | f8 біла тура · c7 чорний пішак · h6 білий слон · e5 чорний пішак · a4 чорний кінь · c4 білий слон · d4 білий кінь · e4 чорний король · h4 чорний пішак · c2 білий пішак · e2 білий пішак · h2 білий король · d1 біла тура | f8 біла тура · c7 чорний пішак · h6 білий слон · e5 чорний пішак · a4 чорний кінь · c4 білий слон · d4 білий кінь · e4 чорний король · h4 чорний пішак · c2 білий пішак · e2 білий пішак · h2 білий король · d1 біла тура | f8 біла тура · c7 чорний пішак · h6 білий слон · e5 чорний пішак · a4 чорний кінь · c4 білий слон · d4 білий кінь · e4 чорний король · h4 чорний пішак · c2 білий пішак · e2 білий пішак · h2 білий король · d1 біла тура | 6 |
| 5 | f8 біла тура · c7 чорний пішак · h6 білий слон · e5 чорний пішак · a4 чорний кінь · c4 білий слон · d4 білий кінь · e4 чорний король · h4 чорний пішак · c2 білий пішак · e2 білий пішак · h2 білий король · d1 біла тура | f8 біла тура · c7 чорний пішак · h6 білий слон · e5 чорний пішак · a4 чорний кінь · c4 білий слон · d4 білий кінь · e4 чорний король · h4 чорний пішак · c2 білий пішак · e2 білий пішак · h2 білий король · d1 біла тура | f8 біла тура · c7 чорний пішак · h6 білий слон · e5 чорний пішак · a4 чорний кінь · c4 білий слон · d4 білий кінь · e4 чорний король · h4 чорний пішак · c2 білий пішак · e2 білий пішак · h2 білий король · d1 біла тура | f8 біла тура · c7 чорний пішак · h6 білий слон · e5 чорний пішак · a4 чорний кінь · c4 білий слон · d4 білий кінь · e4 чорний король · h4 чорний пішак · c2 білий пішак · e2 білий пішак · h2 білий король · d1 біла тура | f8 біла тура · c7 чорний пішак · h6 білий слон · e5 чорний пішак · a4 чорний кінь · c4 білий слон · d4 білий кінь · e4 чорний король · h4 чорний пішак · c2 білий пішак · e2 білий пішак · h2 білий король · d1 біла тура | f8 біла тура · c7 чорний пішак · h6 білий слон · e5 чорний пішак · a4 чорний кінь · c4 білий слон · d4 білий кінь · e4 чорний король · h4 чорний пішак · c2 білий пішак · e2 білий пішак · h2 білий король · d1 біла тура | f8 біла тура · c7 чорний пішак · h6 білий слон · e5 чорний пішак · a4 чорний кінь · c4 білий слон · d4 білий кінь · e4 чорний король · h4 чорний пішак · c2 білий пішак · e2 білий пішак · h2 білий король · d1 біла тура | f8 біла тура · c7 чорний пішак · h6 білий слон · e5 чорний пішак · a4 чорний кінь · c4 білий слон · d4 білий кінь · e4 чорний король · h4 чорний пішак · c2 білий пішак · e2 білий пішак · h2 білий король · d1 біла тура | 5 |
| 4 | f8 біла тура · c7 чорний пішак · h6 білий слон · e5 чорний пішак · a4 чорний кінь · c4 білий слон · d4 білий кінь · e4 чорний король · h4 чорний пішак · c2 білий пішак · e2 білий пішак · h2 білий король · d1 біла тура | f8 біла тура · c7 чорний пішак · h6 білий слон · e5 чорний пішак · a4 чорний кінь · c4 білий слон · d4 білий кінь · e4 чорний король · h4 чорний пішак · c2 білий пішак · e2 білий пішак · h2 білий король · d1 біла тура | f8 біла тура · c7 чорний пішак · h6 білий слон · e5 чорний пішак · a4 чорний кінь · c4 білий слон · d4 білий кінь · e4 чорний король · h4 чорний пішак · c2 білий пішак · e2 білий пішак · h2 білий король · d1 біла тура | f8 біла тура · c7 чорний пішак · h6 білий слон · e5 чорний пішак · a4 чорний кінь · c4 білий слон · d4 білий кінь · e4 чорний король · h4 чорний пішак · c2 білий пішак · e2 білий пішак · h2 білий король · d1 біла тура | f8 біла тура · c7 чорний пішак · h6 білий слон · e5 чорний пішак · a4 чорний кінь · c4 білий слон · d4 білий кінь · e4 чорний король · h4 чорний пішак · c2 білий пішак · e2 білий пішак · h2 білий король · d1 біла тура | f8 біла тура · c7 чорний пішак · h6 білий слон · e5 чорний пішак · a4 чорний кінь · c4 білий слон · d4 білий кінь · e4 чорний король · h4 чорний пішак · c2 білий пішак · e2 білий пішак · h2 білий король · d1 біла тура | f8 біла тура · c7 чорний пішак · h6 білий слон · e5 чорний пішак · a4 чорний кінь · c4 білий слон · d4 білий кінь · e4 чорний король · h4 чорний пішак · c2 білий пішак · e2 білий пішак · h2 білий король · d1 біла тура | f8 біла тура · c7 чорний пішак · h6 білий слон · e5 чорний пішак · a4 чорний кінь · c4 білий слон · d4 білий кінь · e4 чорний король · h4 чорний пішак · c2 білий пішак · e2 білий пішак · h2 білий король · d1 біла тура | 4 |
| 3 | f8 біла тура · c7 чорний пішак · h6 білий слон · e5 чорний пішак · a4 чорний кінь · c4 білий слон · d4 білий кінь · e4 чорний король · h4 чорний пішак · c2 білий пішак · e2 білий пішак · h2 білий король · d1 біла тура | f8 біла тура · c7 чорний пішак · h6 білий слон · e5 чорний пішак · a4 чорний кінь · c4 білий слон · d4 білий кінь · e4 чорний король · h4 чорний пішак · c2 білий пішак · e2 білий пішак · h2 білий король · d1 біла тура | f8 біла тура · c7 чорний пішак · h6 білий слон · e5 чорний пішак · a4 чорний кінь · c4 білий слон · d4 білий кінь · e4 чорний король · h4 чорний пішак · c2 білий пішак · e2 білий пішак · h2 білий король · d1 біла тура | f8 біла тура · c7 чорний пішак · h6 білий слон · e5 чорний пішак · a4 чорний кінь · c4 білий слон · d4 білий кінь · e4 чорний король · h4 чорний пішак · c2 білий пішак · e2 білий пішак · h2 білий король · d1 біла тура | f8 біла тура · c7 чорний пішак · h6 білий слон · e5 чорний пішак · a4 чорний кінь · c4 білий слон · d4 білий кінь · e4 чорний король · h4 чорний пішак · c2 білий пішак · e2 білий пішак · h2 білий король · d1 біла тура | f8 біла тура · c7 чорний пішак · h6 білий слон · e5 чорний пішак · a4 чорний кінь · c4 білий слон · d4 білий кінь · e4 чорний король · h4 чорний пішак · c2 білий пішак · e2 білий пішак · h2 білий король · d1 біла тура | f8 біла тура · c7 чорний пішак · h6 білий слон · e5 чорний пішак · a4 чорний кінь · c4 білий слон · d4 білий кінь · e4 чорний король · h4 чорний пішак · c2 білий пішак · e2 білий пішак · h2 білий король · d1 біла тура | f8 біла тура · c7 чорний пішак · h6 білий слон · e5 чорний пішак · a4 чорний кінь · c4 білий слон · d4 білий кінь · e4 чорний король · h4 чорний пішак · c2 білий пішак · e2 білий пішак · h2 білий король · d1 біла тура | 3 |
| 2 | f8 біла тура · c7 чорний пішак · h6 білий слон · e5 чорний пішак · a4 чорний кінь · c4 білий слон · d4 білий кінь · e4 чорний король · h4 чорний пішак · c2 білий пішак · e2 білий пішак · h2 білий король · d1 біла тура | f8 біла тура · c7 чорний пішак · h6 білий слон · e5 чорний пішак · a4 чорний кінь · c4 білий слон · d4 білий кінь · e4 чорний король · h4 чорний пішак · c2 білий пішак · e2 білий пішак · h2 білий король · d1 біла тура | f8 біла тура · c7 чорний пішак · h6 білий слон · e5 чорний пішак · a4 чорний кінь · c4 білий слон · d4 білий кінь · e4 чорний король · h4 чорний пішак · c2 білий пішак · e2 білий пішак · h2 білий король · d1 біла тура | f8 біла тура · c7 чорний пішак · h6 білий слон · e5 чорний пішак · a4 чорний кінь · c4 білий слон · d4 білий кінь · e4 чорний король · h4 чорний пішак · c2 білий пішак · e2 білий пішак · h2 білий король · d1 біла тура | f8 біла тура · c7 чорний пішак · h6 білий слон · e5 чорний пішак · a4 чорний кінь · c4 білий слон · d4 білий кінь · e4 чорний король · h4 чорний пішак · c2 білий пішак · e2 білий пішак · h2 білий король · d1 біла тура | f8 біла тура · c7 чорний пішак · h6 білий слон · e5 чорний пішак · a4 чорний кінь · c4 білий слон · d4 білий кінь · e4 чорний король · h4 чорний пішак · c2 білий пішак · e2 білий пішак · h2 білий король · d1 біла тура | f8 біла тура · c7 чорний пішак · h6 білий слон · e5 чорний пішак · a4 чорний кінь · c4 білий слон · d4 білий кінь · e4 чорний король · h4 чорний пішак · c2 білий пішак · e2 білий пішак · h2 білий король · d1 біла тура | f8 біла тура · c7 чорний пішак · h6 білий слон · e5 чорний пішак · a4 чорний кінь · c4 білий слон · d4 білий кінь · e4 чорний король · h4 чорний пішак · c2 білий пішак · e2 білий пішак · h2 білий король · d1 біла тура | 2 |
| 1 | f8 біла тура · c7 чорний пішак · h6 білий слон · e5 чорний пішак · a4 чорний кінь · c4 білий слон · d4 білий кінь · e4 чорний король · h4 чорний пішак · c2 білий пішак · e2 білий пішак · h2 білий король · d1 біла тура | f8 біла тура · c7 чорний пішак · h6 білий слон · e5 чорний пішак · a4 чорний кінь · c4 білий слон · d4 білий кінь · e4 чорний король · h4 чорний пішак · c2 білий пішак · e2 білий пішак · h2 білий король · d1 біла тура | f8 біла тура · c7 чорний пішак · h6 білий слон · e5 чорний пішак · a4 чорний кінь · c4 білий слон · d4 білий кінь · e4 чорний король · h4 чорний пішак · c2 білий пішак · e2 білий пішак · h2 білий король · d1 біла тура | f8 біла тура · c7 чорний пішак · h6 білий слон · e5 чорний пішак · a4 чорний кінь · c4 білий слон · d4 білий кінь · e4 чорний король · h4 чорний пішак · c2 білий пішак · e2 білий пішак · h2 білий король · d1 біла тура | f8 біла тура · c7 чорний пішак · h6 білий слон · e5 чорний пішак · a4 чорний кінь · c4 білий слон · d4 білий кінь · e4 чорний король · h4 чорний пішак · c2 білий пішак · e2 білий пішак · h2 білий король · d1 біла тура | f8 біла тура · c7 чорний пішак · h6 білий слон · e5 чорний пішак · a4 чорний кінь · c4 білий слон · d4 білий кінь · e4 чорний король · h4 чорний пішак · c2 білий пішак · e2 білий пішак · h2 білий король · d1 біла тура | f8 біла тура · c7 чорний пішак · h6 білий слон · e5 чорний пішак · a4 чорний кінь · c4 білий слон · d4 білий кінь · e4 чорний король · h4 чорний пішак · c2 білий пішак · e2 білий пішак · h2 білий король · d1 біла тура | f8 біла тура · c7 чорний пішак · h6 білий слон · e5 чорний пішак · a4 чорний кінь · c4 білий слон · d4 білий кінь · e4 чорний король · h4 чорний пішак · c2 білий пішак · e2 білий пішак · h2 білий король · d1 біла тура | 1 |
|   | a | b | c | d | e | f | g | h |   |

FEN: 5R2/2p5/7B/4p3/n1BNk2p/8/2P1P2K/3R4
b) d4 = d4

a) 1. Sb5! ~ 2. Bd5#
1. ... Sb6 2. Sc3#
1. ... c6   2. Sd6#
b) 1. Rd3! ~ 2. Re3#
1. ... Sd4~    2. Bd5#
1. ... Sf3+! 2. ef3#
В першому близнюку в перших двох тематичних варіантах матує білий кінь «d4». Відповідно для утворення другого близнюка потрібно поміняти білого коня «d4» на чорного коня.
|   | a | b | c | d | e | f | g | h |   |
| 8 | b8 білий король · d8 білий кінь · b7 чорний слон · f7 чорний пішак · h7 чорний кінь · g6 білий пішак · a5 біла тура · d5 білий слон · e5 чорний пішак · f5 чорний пішак · b4 білий пішак · d4 чорний король · e4 білий пішак · b3 білий пішак · c3 чорний пішак · e3 біла тура · f3 чорний пішак · a2 чорний кінь · c2 білий пішак · d1 чорна тура · f1 білий кінь | b8 білий король · d8 білий кінь · b7 чорний слон · f7 чорний пішак · h7 чорний кінь · g6 білий пішак · a5 біла тура · d5 білий слон · e5 чорний пішак · f5 чорний пішак · b4 білий пішак · d4 чорний король · e4 білий пішак · b3 білий пішак · c3 чорний пішак · e3 біла тура · f3 чорний пішак · a2 чорний кінь · c2 білий пішак · d1 чорна тура · f1 білий кінь | b8 білий король · d8 білий кінь · b7 чорний слон · f7 чорний пішак · h7 чорний кінь · g6 білий пішак · a5 біла тура · d5 білий слон · e5 чорний пішак · f5 чорний пішак · b4 білий пішак · d4 чорний король · e4 білий пішак · b3 білий пішак · c3 чорний пішак · e3 біла тура · f3 чорний пішак · a2 чорний кінь · c2 білий пішак · d1 чорна тура · f1 білий кінь | b8 білий король · d8 білий кінь · b7 чорний слон · f7 чорний пішак · h7 чорний кінь · g6 білий пішак · a5 біла тура · d5 білий слон · e5 чорний пішак · f5 чорний пішак · b4 білий пішак · d4 чорний король · e4 білий пішак · b3 білий пішак · c3 чорний пішак · e3 біла тура · f3 чорний пішак · a2 чорний кінь · c2 білий пішак · d1 чорна тура · f1 білий кінь | b8 білий король · d8 білий кінь · b7 чорний слон · f7 чорний пішак · h7 чорний кінь · g6 білий пішак · a5 біла тура · d5 білий слон · e5 чорний пішак · f5 чорний пішак · b4 білий пішак · d4 чорний король · e4 білий пішак · b3 білий пішак · c3 чорний пішак · e3 біла тура · f3 чорний пішак · a2 чорний кінь · c2 білий пішак · d1 чорна тура · f1 білий кінь | b8 білий король · d8 білий кінь · b7 чорний слон · f7 чорний пішак · h7 чорний кінь · g6 білий пішак · a5 біла тура · d5 білий слон · e5 чорний пішак · f5 чорний пішак · b4 білий пішак · d4 чорний король · e4 білий пішак · b3 білий пішак · c3 чорний пішак · e3 біла тура · f3 чорний пішак · a2 чорний кінь · c2 білий пішак · d1 чорна тура · f1 білий кінь | b8 білий король · d8 білий кінь · b7 чорний слон · f7 чорний пішак · h7 чорний кінь · g6 білий пішак · a5 біла тура · d5 білий слон · e5 чорний пішак · f5 чорний пішак · b4 білий пішак · d4 чорний король · e4 білий пішак · b3 білий пішак · c3 чорний пішак · e3 біла тура · f3 чорний пішак · a2 чорний кінь · c2 білий пішак · d1 чорна тура · f1 білий кінь | b8 білий король · d8 білий кінь · b7 чорний слон · f7 чорний пішак · h7 чорний кінь · g6 білий пішак · a5 біла тура · d5 білий слон · e5 чорний пішак · f5 чорний пішак · b4 білий пішак · d4 чорний король · e4 білий пішак · b3 білий пішак · c3 чорний пішак · e3 біла тура · f3 чорний пішак · a2 чорний кінь · c2 білий пішак · d1 чорна тура · f1 білий кінь | 8 |
| 7 | b8 білий король · d8 білий кінь · b7 чорний слон · f7 чорний пішак · h7 чорний кінь · g6 білий пішак · a5 біла тура · d5 білий слон · e5 чорний пішак · f5 чорний пішак · b4 білий пішак · d4 чорний король · e4 білий пішак · b3 білий пішак · c3 чорний пішак · e3 біла тура · f3 чорний пішак · a2 чорний кінь · c2 білий пішак · d1 чорна тура · f1 білий кінь | b8 білий король · d8 білий кінь · b7 чорний слон · f7 чорний пішак · h7 чорний кінь · g6 білий пішак · a5 біла тура · d5 білий слон · e5 чорний пішак · f5 чорний пішак · b4 білий пішак · d4 чорний король · e4 білий пішак · b3 білий пішак · c3 чорний пішак · e3 біла тура · f3 чорний пішак · a2 чорний кінь · c2 білий пішак · d1 чорна тура · f1 білий кінь | b8 білий король · d8 білий кінь · b7 чорний слон · f7 чорний пішак · h7 чорний кінь · g6 білий пішак · a5 біла тура · d5 білий слон · e5 чорний пішак · f5 чорний пішак · b4 білий пішак · d4 чорний король · e4 білий пішак · b3 білий пішак · c3 чорний пішак · e3 біла тура · f3 чорний пішак · a2 чорний кінь · c2 білий пішак · d1 чорна тура · f1 білий кінь | b8 білий король · d8 білий кінь · b7 чорний слон · f7 чорний пішак · h7 чорний кінь · g6 білий пішак · a5 біла тура · d5 білий слон · e5 чорний пішак · f5 чорний пішак · b4 білий пішак · d4 чорний король · e4 білий пішак · b3 білий пішак · c3 чорний пішак · e3 біла тура · f3 чорний пішак · a2 чорний кінь · c2 білий пішак · d1 чорна тура · f1 білий кінь | b8 білий король · d8 білий кінь · b7 чорний слон · f7 чорний пішак · h7 чорний кінь · g6 білий пішак · a5 біла тура · d5 білий слон · e5 чорний пішак · f5 чорний пішак · b4 білий пішак · d4 чорний король · e4 білий пішак · b3 білий пішак · c3 чорний пішак · e3 біла тура · f3 чорний пішак · a2 чорний кінь · c2 білий пішак · d1 чорна тура · f1 білий кінь | b8 білий король · d8 білий кінь · b7 чорний слон · f7 чорний пішак · h7 чорний кінь · g6 білий пішак · a5 біла тура · d5 білий слон · e5 чорний пішак · f5 чорний пішак · b4 білий пішак · d4 чорний король · e4 білий пішак · b3 білий пішак · c3 чорний пішак · e3 біла тура · f3 чорний пішак · a2 чорний кінь · c2 білий пішак · d1 чорна тура · f1 білий кінь | b8 білий король · d8 білий кінь · b7 чорний слон · f7 чорний пішак · h7 чорний кінь · g6 білий пішак · a5 біла тура · d5 білий слон · e5 чорний пішак · f5 чорний пішак · b4 білий пішак · d4 чорний король · e4 білий пішак · b3 білий пішак · c3 чорний пішак · e3 біла тура · f3 чорний пішак · a2 чорний кінь · c2 білий пішак · d1 чорна тура · f1 білий кінь | b8 білий король · d8 білий кінь · b7 чорний слон · f7 чорний пішак · h7 чорний кінь · g6 білий пішак · a5 біла тура · d5 білий слон · e5 чорний пішак · f5 чорний пішак · b4 білий пішак · d4 чорний король · e4 білий пішак · b3 білий пішак · c3 чорний пішак · e3 біла тура · f3 чорний пішак · a2 чорний кінь · c2 білий пішак · d1 чорна тура · f1 білий кінь | 7 |
| 6 | b8 білий король · d8 білий кінь · b7 чорний слон · f7 чорний пішак · h7 чорний кінь · g6 білий пішак · a5 біла тура · d5 білий слон · e5 чорний пішак · f5 чорний пішак · b4 білий пішак · d4 чорний король · e4 білий пішак · b3 білий пішак · c3 чорний пішак · e3 біла тура · f3 чорний пішак · a2 чорний кінь · c2 білий пішак · d1 чорна тура · f1 білий кінь | b8 білий король · d8 білий кінь · b7 чорний слон · f7 чорний пішак · h7 чорний кінь · g6 білий пішак · a5 біла тура · d5 білий слон · e5 чорний пішак · f5 чорний пішак · b4 білий пішак · d4 чорний король · e4 білий пішак · b3 білий пішак · c3 чорний пішак · e3 біла тура · f3 чорний пішак · a2 чорний кінь · c2 білий пішак · d1 чорна тура · f1 білий кінь | b8 білий король · d8 білий кінь · b7 чорний слон · f7 чорний пішак · h7 чорний кінь · g6 білий пішак · a5 біла тура · d5 білий слон · e5 чорний пішак · f5 чорний пішак · b4 білий пішак · d4 чорний король · e4 білий пішак · b3 білий пішак · c3 чорний пішак · e3 біла тура · f3 чорний пішак · a2 чорний кінь · c2 білий пішак · d1 чорна тура · f1 білий кінь | b8 білий король · d8 білий кінь · b7 чорний слон · f7 чорний пішак · h7 чорний кінь · g6 білий пішак · a5 біла тура · d5 білий слон · e5 чорний пішак · f5 чорний пішак · b4 білий пішак · d4 чорний король · e4 білий пішак · b3 білий пішак · c3 чорний пішак · e3 біла тура · f3 чорний пішак · a2 чорний кінь · c2 білий пішак · d1 чорна тура · f1 білий кінь | b8 білий король · d8 білий кінь · b7 чорний слон · f7 чорний пішак · h7 чорний кінь · g6 білий пішак · a5 біла тура · d5 білий слон · e5 чорний пішак · f5 чорний пішак · b4 білий пішак · d4 чорний король · e4 білий пішак · b3 білий пішак · c3 чорний пішак · e3 біла тура · f3 чорний пішак · a2 чорний кінь · c2 білий пішак · d1 чорна тура · f1 білий кінь | b8 білий король · d8 білий кінь · b7 чорний слон · f7 чорний пішак · h7 чорний кінь · g6 білий пішак · a5 біла тура · d5 білий слон · e5 чорний пішак · f5 чорний пішак · b4 білий пішак · d4 чорний король · e4 білий пішак · b3 білий пішак · c3 чорний пішак · e3 біла тура · f3 чорний пішак · a2 чорний кінь · c2 білий пішак · d1 чорна тура · f1 білий кінь | b8 білий король · d8 білий кінь · b7 чорний слон · f7 чорний пішак · h7 чорний кінь · g6 білий пішак · a5 біла тура · d5 білий слон · e5 чорний пішак · f5 чорний пішак · b4 білий пішак · d4 чорний король · e4 білий пішак · b3 білий пішак · c3 чорний пішак · e3 біла тура · f3 чорний пішак · a2 чорний кінь · c2 білий пішак · d1 чорна тура · f1 білий кінь | b8 білий король · d8 білий кінь · b7 чорний слон · f7 чорний пішак · h7 чорний кінь · g6 білий пішак · a5 біла тура · d5 білий слон · e5 чорний пішак · f5 чорний пішак · b4 білий пішак · d4 чорний король · e4 білий пішак · b3 білий пішак · c3 чорний пішак · e3 біла тура · f3 чорний пішак · a2 чорний кінь · c2 білий пішак · d1 чорна тура · f1 білий кінь | 6 |
| 5 | b8 білий король · d8 білий кінь · b7 чорний слон · f7 чорний пішак · h7 чорний кінь · g6 білий пішак · a5 біла тура · d5 білий слон · e5 чорний пішак · f5 чорний пішак · b4 білий пішак · d4 чорний король · e4 білий пішак · b3 білий пішак · c3 чорний пішак · e3 біла тура · f3 чорний пішак · a2 чорний кінь · c2 білий пішак · d1 чорна тура · f1 білий кінь | b8 білий король · d8 білий кінь · b7 чорний слон · f7 чорний пішак · h7 чорний кінь · g6 білий пішак · a5 біла тура · d5 білий слон · e5 чорний пішак · f5 чорний пішак · b4 білий пішак · d4 чорний король · e4 білий пішак · b3 білий пішак · c3 чорний пішак · e3 біла тура · f3 чорний пішак · a2 чорний кінь · c2 білий пішак · d1 чорна тура · f1 білий кінь | b8 білий король · d8 білий кінь · b7 чорний слон · f7 чорний пішак · h7 чорний кінь · g6 білий пішак · a5 біла тура · d5 білий слон · e5 чорний пішак · f5 чорний пішак · b4 білий пішак · d4 чорний король · e4 білий пішак · b3 білий пішак · c3 чорний пішак · e3 біла тура · f3 чорний пішак · a2 чорний кінь · c2 білий пішак · d1 чорна тура · f1 білий кінь | b8 білий король · d8 білий кінь · b7 чорний слон · f7 чорний пішак · h7 чорний кінь · g6 білий пішак · a5 біла тура · d5 білий слон · e5 чорний пішак · f5 чорний пішак · b4 білий пішак · d4 чорний король · e4 білий пішак · b3 білий пішак · c3 чорний пішак · e3 біла тура · f3 чорний пішак · a2 чорний кінь · c2 білий пішак · d1 чорна тура · f1 білий кінь | b8 білий король · d8 білий кінь · b7 чорний слон · f7 чорний пішак · h7 чорний кінь · g6 білий пішак · a5 біла тура · d5 білий слон · e5 чорний пішак · f5 чорний пішак · b4 білий пішак · d4 чорний король · e4 білий пішак · b3 білий пішак · c3 чорний пішак · e3 біла тура · f3 чорний пішак · a2 чорний кінь · c2 білий пішак · d1 чорна тура · f1 білий кінь | b8 білий король · d8 білий кінь · b7 чорний слон · f7 чорний пішак · h7 чорний кінь · g6 білий пішак · a5 біла тура · d5 білий слон · e5 чорний пішак · f5 чорний пішак · b4 білий пішак · d4 чорний король · e4 білий пішак · b3 білий пішак · c3 чорний пішак · e3 біла тура · f3 чорний пішак · a2 чорний кінь · c2 білий пішак · d1 чорна тура · f1 білий кінь | b8 білий король · d8 білий кінь · b7 чорний слон · f7 чорний пішак · h7 чорний кінь · g6 білий пішак · a5 біла тура · d5 білий слон · e5 чорний пішак · f5 чорний пішак · b4 білий пішак · d4 чорний король · e4 білий пішак · b3 білий пішак · c3 чорний пішак · e3 біла тура · f3 чорний пішак · a2 чорний кінь · c2 білий пішак · d1 чорна тура · f1 білий кінь | b8 білий король · d8 білий кінь · b7 чорний слон · f7 чорний пішак · h7 чорний кінь · g6 білий пішак · a5 біла тура · d5 білий слон · e5 чорний пішак · f5 чорний пішак · b4 білий пішак · d4 чорний король · e4 білий пішак · b3 білий пішак · c3 чорний пішак · e3 біла тура · f3 чорний пішак · a2 чорний кінь · c2 білий пішак · d1 чорна тура · f1 білий кінь | 5 |
| 4 | b8 білий король · d8 білий кінь · b7 чорний слон · f7 чорний пішак · h7 чорний кінь · g6 білий пішак · a5 біла тура · d5 білий слон · e5 чорний пішак · f5 чорний пішак · b4 білий пішак · d4 чорний король · e4 білий пішак · b3 білий пішак · c3 чорний пішак · e3 біла тура · f3 чорний пішак · a2 чорний кінь · c2 білий пішак · d1 чорна тура · f1 білий кінь | b8 білий король · d8 білий кінь · b7 чорний слон · f7 чорний пішак · h7 чорний кінь · g6 білий пішак · a5 біла тура · d5 білий слон · e5 чорний пішак · f5 чорний пішак · b4 білий пішак · d4 чорний король · e4 білий пішак · b3 білий пішак · c3 чорний пішак · e3 біла тура · f3 чорний пішак · a2 чорний кінь · c2 білий пішак · d1 чорна тура · f1 білий кінь | b8 білий король · d8 білий кінь · b7 чорний слон · f7 чорний пішак · h7 чорний кінь · g6 білий пішак · a5 біла тура · d5 білий слон · e5 чорний пішак · f5 чорний пішак · b4 білий пішак · d4 чорний король · e4 білий пішак · b3 білий пішак · c3 чорний пішак · e3 біла тура · f3 чорний пішак · a2 чорний кінь · c2 білий пішак · d1 чорна тура · f1 білий кінь | b8 білий король · d8 білий кінь · b7 чорний слон · f7 чорний пішак · h7 чорний кінь · g6 білий пішак · a5 біла тура · d5 білий слон · e5 чорний пішак · f5 чорний пішак · b4 білий пішак · d4 чорний король · e4 білий пішак · b3 білий пішак · c3 чорний пішак · e3 біла тура · f3 чорний пішак · a2 чорний кінь · c2 білий пішак · d1 чорна тура · f1 білий кінь | b8 білий король · d8 білий кінь · b7 чорний слон · f7 чорний пішак · h7 чорний кінь · g6 білий пішак · a5 біла тура · d5 білий слон · e5 чорний пішак · f5 чорний пішак · b4 білий пішак · d4 чорний король · e4 білий пішак · b3 білий пішак · c3 чорний пішак · e3 біла тура · f3 чорний пішак · a2 чорний кінь · c2 білий пішак · d1 чорна тура · f1 білий кінь | b8 білий король · d8 білий кінь · b7 чорний слон · f7 чорний пішак · h7 чорний кінь · g6 білий пішак · a5 біла тура · d5 білий слон · e5 чорний пішак · f5 чорний пішак · b4 білий пішак · d4 чорний король · e4 білий пішак · b3 білий пішак · c3 чорний пішак · e3 біла тура · f3 чорний пішак · a2 чорний кінь · c2 білий пішак · d1 чорна тура · f1 білий кінь | b8 білий король · d8 білий кінь · b7 чорний слон · f7 чорний пішак · h7 чорний кінь · g6 білий пішак · a5 біла тура · d5 білий слон · e5 чорний пішак · f5 чорний пішак · b4 білий пішак · d4 чорний король · e4 білий пішак · b3 білий пішак · c3 чорний пішак · e3 біла тура · f3 чорний пішак · a2 чорний кінь · c2 білий пішак · d1 чорна тура · f1 білий кінь | b8 білий король · d8 білий кінь · b7 чорний слон · f7 чорний пішак · h7 чорний кінь · g6 білий пішак · a5 біла тура · d5 білий слон · e5 чорний пішак · f5 чорний пішак · b4 білий пішак · d4 чорний король · e4 білий пішак · b3 білий пішак · c3 чорний пішак · e3 біла тура · f3 чорний пішак · a2 чорний кінь · c2 білий пішак · d1 чорна тура · f1 білий кінь | 4 |
| 3 | b8 білий король · d8 білий кінь · b7 чорний слон · f7 чорний пішак · h7 чорний кінь · g6 білий пішак · a5 біла тура · d5 білий слон · e5 чорний пішак · f5 чорний пішак · b4 білий пішак · d4 чорний король · e4 білий пішак · b3 білий пішак · c3 чорний пішак · e3 біла тура · f3 чорний пішак · a2 чорний кінь · c2 білий пішак · d1 чорна тура · f1 білий кінь | b8 білий король · d8 білий кінь · b7 чорний слон · f7 чорний пішак · h7 чорний кінь · g6 білий пішак · a5 біла тура · d5 білий слон · e5 чорний пішак · f5 чорний пішак · b4 білий пішак · d4 чорний король · e4 білий пішак · b3 білий пішак · c3 чорний пішак · e3 біла тура · f3 чорний пішак · a2 чорний кінь · c2 білий пішак · d1 чорна тура · f1 білий кінь | b8 білий король · d8 білий кінь · b7 чорний слон · f7 чорний пішак · h7 чорний кінь · g6 білий пішак · a5 біла тура · d5 білий слон · e5 чорний пішак · f5 чорний пішак · b4 білий пішак · d4 чорний король · e4 білий пішак · b3 білий пішак · c3 чорний пішак · e3 біла тура · f3 чорний пішак · a2 чорний кінь · c2 білий пішак · d1 чорна тура · f1 білий кінь | b8 білий король · d8 білий кінь · b7 чорний слон · f7 чорний пішак · h7 чорний кінь · g6 білий пішак · a5 біла тура · d5 білий слон · e5 чорний пішак · f5 чорний пішак · b4 білий пішак · d4 чорний король · e4 білий пішак · b3 білий пішак · c3 чорний пішак · e3 біла тура · f3 чорний пішак · a2 чорний кінь · c2 білий пішак · d1 чорна тура · f1 білий кінь | b8 білий король · d8 білий кінь · b7 чорний слон · f7 чорний пішак · h7 чорний кінь · g6 білий пішак · a5 біла тура · d5 білий слон · e5 чорний пішак · f5 чорний пішак · b4 білий пішак · d4 чорний король · e4 білий пішак · b3 білий пішак · c3 чорний пішак · e3 біла тура · f3 чорний пішак · a2 чорний кінь · c2 білий пішак · d1 чорна тура · f1 білий кінь | b8 білий король · d8 білий кінь · b7 чорний слон · f7 чорний пішак · h7 чорний кінь · g6 білий пішак · a5 біла тура · d5 білий слон · e5 чорний пішак · f5 чорний пішак · b4 білий пішак · d4 чорний король · e4 білий пішак · b3 білий пішак · c3 чорний пішак · e3 біла тура · f3 чорний пішак · a2 чорний кінь · c2 білий пішак · d1 чорна тура · f1 білий кінь | b8 білий король · d8 білий кінь · b7 чорний слон · f7 чорний пішак · h7 чорний кінь · g6 білий пішак · a5 біла тура · d5 білий слон · e5 чорний пішак · f5 чорний пішак · b4 білий пішак · d4 чорний король · e4 білий пішак · b3 білий пішак · c3 чорний пішак · e3 біла тура · f3 чорний пішак · a2 чорний кінь · c2 білий пішак · d1 чорна тура · f1 білий кінь | b8 білий король · d8 білий кінь · b7 чорний слон · f7 чорний пішак · h7 чорний кінь · g6 білий пішак · a5 біла тура · d5 білий слон · e5 чорний пішак · f5 чорний пішак · b4 білий пішак · d4 чорний король · e4 білий пішак · b3 білий пішак · c3 чорний пішак · e3 біла тура · f3 чорний пішак · a2 чорний кінь · c2 білий пішак · d1 чорна тура · f1 білий кінь | 3 |
| 2 | b8 білий король · d8 білий кінь · b7 чорний слон · f7 чорний пішак · h7 чорний кінь · g6 білий пішак · a5 біла тура · d5 білий слон · e5 чорний пішак · f5 чорний пішак · b4 білий пішак · d4 чорний король · e4 білий пішак · b3 білий пішак · c3 чорний пішак · e3 біла тура · f3 чорний пішак · a2 чорний кінь · c2 білий пішак · d1 чорна тура · f1 білий кінь | b8 білий король · d8 білий кінь · b7 чорний слон · f7 чорний пішак · h7 чорний кінь · g6 білий пішак · a5 біла тура · d5 білий слон · e5 чорний пішак · f5 чорний пішак · b4 білий пішак · d4 чорний король · e4 білий пішак · b3 білий пішак · c3 чорний пішак · e3 біла тура · f3 чорний пішак · a2 чорний кінь · c2 білий пішак · d1 чорна тура · f1 білий кінь | b8 білий король · d8 білий кінь · b7 чорний слон · f7 чорний пішак · h7 чорний кінь · g6 білий пішак · a5 біла тура · d5 білий слон · e5 чорний пішак · f5 чорний пішак · b4 білий пішак · d4 чорний король · e4 білий пішак · b3 білий пішак · c3 чорний пішак · e3 біла тура · f3 чорний пішак · a2 чорний кінь · c2 білий пішак · d1 чорна тура · f1 білий кінь | b8 білий король · d8 білий кінь · b7 чорний слон · f7 чорний пішак · h7 чорний кінь · g6 білий пішак · a5 біла тура · d5 білий слон · e5 чорний пішак · f5 чорний пішак · b4 білий пішак · d4 чорний король · e4 білий пішак · b3 білий пішак · c3 чорний пішак · e3 біла тура · f3 чорний пішак · a2 чорний кінь · c2 білий пішак · d1 чорна тура · f1 білий кінь | b8 білий король · d8 білий кінь · b7 чорний слон · f7 чорний пішак · h7 чорний кінь · g6 білий пішак · a5 біла тура · d5 білий слон · e5 чорний пішак · f5 чорний пішак · b4 білий пішак · d4 чорний король · e4 білий пішак · b3 білий пішак · c3 чорний пішак · e3 біла тура · f3 чорний пішак · a2 чорний кінь · c2 білий пішак · d1 чорна тура · f1 білий кінь | b8 білий король · d8 білий кінь · b7 чорний слон · f7 чорний пішак · h7 чорний кінь · g6 білий пішак · a5 біла тура · d5 білий слон · e5 чорний пішак · f5 чорний пішак · b4 білий пішак · d4 чорний король · e4 білий пішак · b3 білий пішак · c3 чорний пішак · e3 біла тура · f3 чорний пішак · a2 чорний кінь · c2 білий пішак · d1 чорна тура · f1 білий кінь | b8 білий король · d8 білий кінь · b7 чорний слон · f7 чорний пішак · h7 чорний кінь · g6 білий пішак · a5 біла тура · d5 білий слон · e5 чорний пішак · f5 чорний пішак · b4 білий пішак · d4 чорний король · e4 білий пішак · b3 білий пішак · c3 чорний пішак · e3 біла тура · f3 чорний пішак · a2 чорний кінь · c2 білий пішак · d1 чорна тура · f1 білий кінь | b8 білий король · d8 білий кінь · b7 чорний слон · f7 чорний пішак · h7 чорний кінь · g6 білий пішак · a5 біла тура · d5 білий слон · e5 чорний пішак · f5 чорний пішак · b4 білий пішак · d4 чорний король · e4 білий пішак · b3 білий пішак · c3 чорний пішак · e3 біла тура · f3 чорний пішак · a2 чорний кінь · c2 білий пішак · d1 чорна тура · f1 білий кінь | 2 |
| 1 | b8 білий король · d8 білий кінь · b7 чорний слон · f7 чорний пішак · h7 чорний кінь · g6 білий пішак · a5 біла тура · d5 білий слон · e5 чорний пішак · f5 чорний пішак · b4 білий пішак · d4 чорний король · e4 білий пішак · b3 білий пішак · c3 чорний пішак · e3 біла тура · f3 чорний пішак · a2 чорний кінь · c2 білий пішак · d1 чорна тура · f1 білий кінь | b8 білий король · d8 білий кінь · b7 чорний слон · f7 чорний пішак · h7 чорний кінь · g6 білий пішак · a5 біла тура · d5 білий слон · e5 чорний пішак · f5 чорний пішак · b4 білий пішак · d4 чорний король · e4 білий пішак · b3 білий пішак · c3 чорний пішак · e3 біла тура · f3 чорний пішак · a2 чорний кінь · c2 білий пішак · d1 чорна тура · f1 білий кінь | b8 білий король · d8 білий кінь · b7 чорний слон · f7 чорний пішак · h7 чорний кінь · g6 білий пішак · a5 біла тура · d5 білий слон · e5 чорний пішак · f5 чорний пішак · b4 білий пішак · d4 чорний король · e4 білий пішак · b3 білий пішак · c3 чорний пішак · e3 біла тура · f3 чорний пішак · a2 чорний кінь · c2 білий пішак · d1 чорна тура · f1 білий кінь | b8 білий король · d8 білий кінь · b7 чорний слон · f7 чорний пішак · h7 чорний кінь · g6 білий пішак · a5 біла тура · d5 білий слон · e5 чорний пішак · f5 чорний пішак · b4 білий пішак · d4 чорний король · e4 білий пішак · b3 білий пішак · c3 чорний пішак · e3 біла тура · f3 чорний пішак · a2 чорний кінь · c2 білий пішак · d1 чорна тура · f1 білий кінь | b8 білий король · d8 білий кінь · b7 чорний слон · f7 чорний пішак · h7 чорний кінь · g6 білий пішак · a5 біла тура · d5 білий слон · e5 чорний пішак · f5 чорний пішак · b4 білий пішак · d4 чорний король · e4 білий пішак · b3 білий пішак · c3 чорний пішак · e3 біла тура · f3 чорний пішак · a2 чорний кінь · c2 білий пішак · d1 чорна тура · f1 білий кінь | b8 білий король · d8 білий кінь · b7 чорний слон · f7 чорний пішак · h7 чорний кінь · g6 білий пішак · a5 біла тура · d5 білий слон · e5 чорний пішак · f5 чорний пішак · b4 білий пішак · d4 чорний король · e4 білий пішак · b3 білий пішак · c3 чорний пішак · e3 біла тура · f3 чорний пішак · a2 чорний кінь · c2 білий пішак · d1 чорна тура · f1 білий кінь | b8 білий король · d8 білий кінь · b7 чорний слон · f7 чорний пішак · h7 чорний кінь · g6 білий пішак · a5 біла тура · d5 білий слон · e5 чорний пішак · f5 чорний пішак · b4 білий пішак · d4 чорний король · e4 білий пішак · b3 білий пішак · c3 чорний пішак · e3 біла тура · f3 чорний пішак · a2 чорний кінь · c2 білий пішак · d1 чорна тура · f1 білий кінь | b8 білий король · d8 білий кінь · b7 чорний слон · f7 чорний пішак · h7 чорний кінь · g6 білий пішак · a5 біла тура · d5 білий слон · e5 чорний пішак · f5 чорний пішак · b4 білий пішак · d4 чорний король · e4 білий пішак · b3 білий пішак · c3 чорний пішак · e3 біла тура · f3 чорний пішак · a2 чорний кінь · c2 білий пішак · d1 чорна тура · f1 білий кінь | 1 |
|   | a | b | c | d | e | f | g | h |   |

FEN: 1K1N4/1b3p1n/6P1/R2Bpp2/1P1kP3/1Pp1Rp2/n1P5/3r1N2
b) e3 = e3

a) 1. Rc5! ~ 2. Rc4#
1. ... Rxf1 2. Rd3#
1. ... fe4  2. Rxe4#
1. ... Ba6 2. Sc6#
1. ... Bd5 2. Rxd5#
b) 1. Sg3! ~ 2. Sxf5#
1. ... Bxd5 2. Rxd5#
1. ... Bc8 2. Sc6#
1. ... fg6  2. Se6#

## Близнюки в кооперативному жанрі
|   | a | b | c | d | e | f | g | h |   |
| 8 | g8 чорний слон · a7 білий король · a5 чорний король · a4 чорний пішак · d3 білий кінь · b2 білий пішак | g8 чорний слон · a7 білий король · a5 чорний король · a4 чорний пішак · d3 білий кінь · b2 білий пішак | g8 чорний слон · a7 білий король · a5 чорний король · a4 чорний пішак · d3 білий кінь · b2 білий пішак | g8 чорний слон · a7 білий король · a5 чорний король · a4 чорний пішак · d3 білий кінь · b2 білий пішак | g8 чорний слон · a7 білий король · a5 чорний король · a4 чорний пішак · d3 білий кінь · b2 білий пішак | g8 чорний слон · a7 білий король · a5 чорний король · a4 чорний пішак · d3 білий кінь · b2 білий пішак | g8 чорний слон · a7 білий король · a5 чорний король · a4 чорний пішак · d3 білий кінь · b2 білий пішак | g8 чорний слон · a7 білий король · a5 чорний король · a4 чорний пішак · d3 білий кінь · b2 білий пішак | 8 |
| 7 | g8 чорний слон · a7 білий король · a5 чорний король · a4 чорний пішак · d3 білий кінь · b2 білий пішак | g8 чорний слон · a7 білий король · a5 чорний король · a4 чорний пішак · d3 білий кінь · b2 білий пішак | g8 чорний слон · a7 білий король · a5 чорний король · a4 чорний пішак · d3 білий кінь · b2 білий пішак | g8 чорний слон · a7 білий король · a5 чорний король · a4 чорний пішак · d3 білий кінь · b2 білий пішак | g8 чорний слон · a7 білий король · a5 чорний король · a4 чорний пішак · d3 білий кінь · b2 білий пішак | g8 чорний слон · a7 білий король · a5 чорний король · a4 чорний пішак · d3 білий кінь · b2 білий пішак | g8 чорний слон · a7 білий король · a5 чорний король · a4 чорний пішак · d3 білий кінь · b2 білий пішак | g8 чорний слон · a7 білий король · a5 чорний король · a4 чорний пішак · d3 білий кінь · b2 білий пішак | 7 |
| 6 | g8 чорний слон · a7 білий король · a5 чорний король · a4 чорний пішак · d3 білий кінь · b2 білий пішак | g8 чорний слон · a7 білий король · a5 чорний король · a4 чорний пішак · d3 білий кінь · b2 білий пішак | g8 чорний слон · a7 білий король · a5 чорний король · a4 чорний пішак · d3 білий кінь · b2 білий пішак | g8 чорний слон · a7 білий король · a5 чорний король · a4 чорний пішак · d3 білий кінь · b2 білий пішак | g8 чорний слон · a7 білий король · a5 чорний король · a4 чорний пішак · d3 білий кінь · b2 білий пішак | g8 чорний слон · a7 білий король · a5 чорний король · a4 чорний пішак · d3 білий кінь · b2 білий пішак | g8 чорний слон · a7 білий король · a5 чорний король · a4 чорний пішак · d3 білий кінь · b2 білий пішак | g8 чорний слон · a7 білий король · a5 чорний король · a4 чорний пішак · d3 білий кінь · b2 білий пішак | 6 |
| 5 | g8 чорний слон · a7 білий король · a5 чорний король · a4 чорний пішак · d3 білий кінь · b2 білий пішак | g8 чорний слон · a7 білий король · a5 чорний король · a4 чорний пішак · d3 білий кінь · b2 білий пішак | g8 чорний слон · a7 білий король · a5 чорний король · a4 чорний пішак · d3 білий кінь · b2 білий пішак | g8 чорний слон · a7 білий король · a5 чорний король · a4 чорний пішак · d3 білий кінь · b2 білий пішак | g8 чорний слон · a7 білий король · a5 чорний король · a4 чорний пішак · d3 білий кінь · b2 білий пішак | g8 чорний слон · a7 білий король · a5 чорний король · a4 чорний пішак · d3 білий кінь · b2 білий пішак | g8 чорний слон · a7 білий король · a5 чорний король · a4 чорний пішак · d3 білий кінь · b2 білий пішак | g8 чорний слон · a7 білий король · a5 чорний король · a4 чорний пішак · d3 білий кінь · b2 білий пішак | 5 |
| 4 | g8 чорний слон · a7 білий король · a5 чорний король · a4 чорний пішак · d3 білий кінь · b2 білий пішак | g8 чорний слон · a7 білий король · a5 чорний король · a4 чорний пішак · d3 білий кінь · b2 білий пішак | g8 чорний слон · a7 білий король · a5 чорний король · a4 чорний пішак · d3 білий кінь · b2 білий пішак | g8 чорний слон · a7 білий король · a5 чорний король · a4 чорний пішак · d3 білий кінь · b2 білий пішак | g8 чорний слон · a7 білий король · a5 чорний король · a4 чорний пішак · d3 білий кінь · b2 білий пішак | g8 чорний слон · a7 білий король · a5 чорний король · a4 чорний пішак · d3 білий кінь · b2 білий пішак | g8 чорний слон · a7 білий король · a5 чорний король · a4 чорний пішак · d3 білий кінь · b2 білий пішак | g8 чорний слон · a7 білий король · a5 чорний король · a4 чорний пішак · d3 білий кінь · b2 білий пішак | 4 |
| 3 | g8 чорний слон · a7 білий король · a5 чорний король · a4 чорний пішак · d3 білий кінь · b2 білий пішак | g8 чорний слон · a7 білий король · a5 чорний король · a4 чорний пішак · d3 білий кінь · b2 білий пішак | g8 чорний слон · a7 білий король · a5 чорний король · a4 чорний пішак · d3 білий кінь · b2 білий пішак | g8 чорний слон · a7 білий король · a5 чорний король · a4 чорний пішак · d3 білий кінь · b2 білий пішак | g8 чорний слон · a7 білий король · a5 чорний король · a4 чорний пішак · d3 білий кінь · b2 білий пішак | g8 чорний слон · a7 білий король · a5 чорний король · a4 чорний пішак · d3 білий кінь · b2 білий пішак | g8 чорний слон · a7 білий король · a5 чорний король · a4 чорний пішак · d3 білий кінь · b2 білий пішак | g8 чорний слон · a7 білий король · a5 чорний король · a4 чорний пішак · d3 білий кінь · b2 білий пішак | 3 |
| 2 | g8 чорний слон · a7 білий король · a5 чорний король · a4 чорний пішак · d3 білий кінь · b2 білий пішак | g8 чорний слон · a7 білий король · a5 чорний король · a4 чорний пішак · d3 білий кінь · b2 білий пішак | g8 чорний слон · a7 білий король · a5 чорний король · a4 чорний пішак · d3 білий кінь · b2 білий пішак | g8 чорний слон · a7 білий король · a5 чорний король · a4 чорний пішак · d3 білий кінь · b2 білий пішак | g8 чорний слон · a7 білий король · a5 чорний король · a4 чорний пішак · d3 білий кінь · b2 білий пішак | g8 чорний слон · a7 білий король · a5 чорний король · a4 чорний пішак · d3 білий кінь · b2 білий пішак | g8 чорний слон · a7 білий король · a5 чорний король · a4 чорний пішак · d3 білий кінь · b2 білий пішак | g8 чорний слон · a7 білий король · a5 чорний король · a4 чорний пішак · d3 білий кінь · b2 білий пішак | 2 |
| 1 | g8 чорний слон · a7 білий король · a5 чорний король · a4 чорний пішак · d3 білий кінь · b2 білий пішак | g8 чорний слон · a7 білий король · a5 чорний король · a4 чорний пішак · d3 білий кінь · b2 білий пішак | g8 чорний слон · a7 білий король · a5 чорний король · a4 чорний пішак · d3 білий кінь · b2 білий пішак | g8 чорний слон · a7 білий король · a5 чорний король · a4 чорний пішак · d3 білий кінь · b2 білий пішак | g8 чорний слон · a7 білий король · a5 чорний король · a4 чорний пішак · d3 білий кінь · b2 білий пішак | g8 чорний слон · a7 білий король · a5 чорний король · a4 чорний пішак · d3 білий кінь · b2 білий пішак | g8 чорний слон · a7 білий король · a5 чорний король · a4 чорний пішак · d3 білий кінь · b2 білий пішак | g8 чорний слон · a7 білий король · a5 чорний король · a4 чорний пішак · d3 білий кінь · b2 білий пішак | 1 |
|   | a | b | c | d | e | f | g | h |   |

FEN: 6b1/K7/8/k7/p7/3N4/1P6/8
b) b2 = b2

a) 1. Bc4  b3   2. Bb5 b4#
b) 1. b1R Se5 2. Rb5 Sc6#
|   | a | b | c | d | e | f | g | h |   |
| 8 | a8 чорна тура · d8 чорний кінь · e8 чорний король · f8 білий кінь · a6 білий кінь · g5 білий король · h1 чорний слон | a8 чорна тура · d8 чорний кінь · e8 чорний король · f8 білий кінь · a6 білий кінь · g5 білий король · h1 чорний слон | a8 чорна тура · d8 чорний кінь · e8 чорний король · f8 білий кінь · a6 білий кінь · g5 білий король · h1 чорний слон | a8 чорна тура · d8 чорний кінь · e8 чорний король · f8 білий кінь · a6 білий кінь · g5 білий король · h1 чорний слон | a8 чорна тура · d8 чорний кінь · e8 чорний король · f8 білий кінь · a6 білий кінь · g5 білий король · h1 чорний слон | a8 чорна тура · d8 чорний кінь · e8 чорний король · f8 білий кінь · a6 білий кінь · g5 білий король · h1 чорний слон | a8 чорна тура · d8 чорний кінь · e8 чорний король · f8 білий кінь · a6 білий кінь · g5 білий король · h1 чорний слон | a8 чорна тура · d8 чорний кінь · e8 чорний король · f8 білий кінь · a6 білий кінь · g5 білий король · h1 чорний слон | 8 |
| 7 | a8 чорна тура · d8 чорний кінь · e8 чорний король · f8 білий кінь · a6 білий кінь · g5 білий король · h1 чорний слон | a8 чорна тура · d8 чорний кінь · e8 чорний король · f8 білий кінь · a6 білий кінь · g5 білий король · h1 чорний слон | a8 чорна тура · d8 чорний кінь · e8 чорний король · f8 білий кінь · a6 білий кінь · g5 білий король · h1 чорний слон | a8 чорна тура · d8 чорний кінь · e8 чорний король · f8 білий кінь · a6 білий кінь · g5 білий король · h1 чорний слон | a8 чорна тура · d8 чорний кінь · e8 чорний король · f8 білий кінь · a6 білий кінь · g5 білий король · h1 чорний слон | a8 чорна тура · d8 чорний кінь · e8 чорний король · f8 білий кінь · a6 білий кінь · g5 білий король · h1 чорний слон | a8 чорна тура · d8 чорний кінь · e8 чорний король · f8 білий кінь · a6 білий кінь · g5 білий король · h1 чорний слон | a8 чорна тура · d8 чорний кінь · e8 чорний король · f8 білий кінь · a6 білий кінь · g5 білий король · h1 чорний слон | 7 |
| 6 | a8 чорна тура · d8 чорний кінь · e8 чорний король · f8 білий кінь · a6 білий кінь · g5 білий король · h1 чорний слон | a8 чорна тура · d8 чорний кінь · e8 чорний король · f8 білий кінь · a6 білий кінь · g5 білий король · h1 чорний слон | a8 чорна тура · d8 чорний кінь · e8 чорний король · f8 білий кінь · a6 білий кінь · g5 білий король · h1 чорний слон | a8 чорна тура · d8 чорний кінь · e8 чорний король · f8 білий кінь · a6 білий кінь · g5 білий король · h1 чорний слон | a8 чорна тура · d8 чорний кінь · e8 чорний король · f8 білий кінь · a6 білий кінь · g5 білий король · h1 чорний слон | a8 чорна тура · d8 чорний кінь · e8 чорний король · f8 білий кінь · a6 білий кінь · g5 білий король · h1 чорний слон | a8 чорна тура · d8 чорний кінь · e8 чорний король · f8 білий кінь · a6 білий кінь · g5 білий король · h1 чорний слон | a8 чорна тура · d8 чорний кінь · e8 чорний король · f8 білий кінь · a6 білий кінь · g5 білий король · h1 чорний слон | 6 |
| 5 | a8 чорна тура · d8 чорний кінь · e8 чорний король · f8 білий кінь · a6 білий кінь · g5 білий король · h1 чорний слон | a8 чорна тура · d8 чорний кінь · e8 чорний король · f8 білий кінь · a6 білий кінь · g5 білий король · h1 чорний слон | a8 чорна тура · d8 чорний кінь · e8 чорний король · f8 білий кінь · a6 білий кінь · g5 білий король · h1 чорний слон | a8 чорна тура · d8 чорний кінь · e8 чорний король · f8 білий кінь · a6 білий кінь · g5 білий король · h1 чорний слон | a8 чорна тура · d8 чорний кінь · e8 чорний король · f8 білий кінь · a6 білий кінь · g5 білий король · h1 чорний слон | a8 чорна тура · d8 чорний кінь · e8 чорний король · f8 білий кінь · a6 білий кінь · g5 білий король · h1 чорний слон | a8 чорна тура · d8 чорний кінь · e8 чорний король · f8 білий кінь · a6 білий кінь · g5 білий король · h1 чорний слон | a8 чорна тура · d8 чорний кінь · e8 чорний король · f8 білий кінь · a6 білий кінь · g5 білий король · h1 чорний слон | 5 |
| 4 | a8 чорна тура · d8 чорний кінь · e8 чорний король · f8 білий кінь · a6 білий кінь · g5 білий король · h1 чорний слон | a8 чорна тура · d8 чорний кінь · e8 чорний король · f8 білий кінь · a6 білий кінь · g5 білий король · h1 чорний слон | a8 чорна тура · d8 чорний кінь · e8 чорний король · f8 білий кінь · a6 білий кінь · g5 білий король · h1 чорний слон | a8 чорна тура · d8 чорний кінь · e8 чорний король · f8 білий кінь · a6 білий кінь · g5 білий король · h1 чорний слон | a8 чорна тура · d8 чорний кінь · e8 чорний король · f8 білий кінь · a6 білий кінь · g5 білий король · h1 чорний слон | a8 чорна тура · d8 чорний кінь · e8 чорний король · f8 білий кінь · a6 білий кінь · g5 білий король · h1 чорний слон | a8 чорна тура · d8 чорний кінь · e8 чорний король · f8 білий кінь · a6 білий кінь · g5 білий король · h1 чорний слон | a8 чорна тура · d8 чорний кінь · e8 чорний король · f8 білий кінь · a6 білий кінь · g5 білий король · h1 чорний слон | 4 |
| 3 | a8 чорна тура · d8 чорний кінь · e8 чорний король · f8 білий кінь · a6 білий кінь · g5 білий король · h1 чорний слон | a8 чорна тура · d8 чорний кінь · e8 чорний король · f8 білий кінь · a6 білий кінь · g5 білий король · h1 чорний слон | a8 чорна тура · d8 чорний кінь · e8 чорний король · f8 білий кінь · a6 білий кінь · g5 білий король · h1 чорний слон | a8 чорна тура · d8 чорний кінь · e8 чорний король · f8 білий кінь · a6 білий кінь · g5 білий король · h1 чорний слон | a8 чорна тура · d8 чорний кінь · e8 чорний король · f8 білий кінь · a6 білий кінь · g5 білий король · h1 чорний слон | a8 чорна тура · d8 чорний кінь · e8 чорний король · f8 білий кінь · a6 білий кінь · g5 білий король · h1 чорний слон | a8 чорна тура · d8 чорний кінь · e8 чорний король · f8 білий кінь · a6 білий кінь · g5 білий король · h1 чорний слон | a8 чорна тура · d8 чорний кінь · e8 чорний король · f8 білий кінь · a6 білий кінь · g5 білий король · h1 чорний слон | 3 |
| 2 | a8 чорна тура · d8 чорний кінь · e8 чорний король · f8 білий кінь · a6 білий кінь · g5 білий король · h1 чорний слон | a8 чорна тура · d8 чорний кінь · e8 чорний король · f8 білий кінь · a6 білий кінь · g5 білий король · h1 чорний слон | a8 чорна тура · d8 чорний кінь · e8 чорний король · f8 білий кінь · a6 білий кінь · g5 білий король · h1 чорний слон | a8 чорна тура · d8 чорний кінь · e8 чорний король · f8 білий кінь · a6 білий кінь · g5 білий король · h1 чорний слон | a8 чорна тура · d8 чорний кінь · e8 чорний король · f8 білий кінь · a6 білий кінь · g5 білий король · h1 чорний слон | a8 чорна тура · d8 чорний кінь · e8 чорний король · f8 білий кінь · a6 білий кінь · g5 білий король · h1 чорний слон | a8 чорна тура · d8 чорний кінь · e8 чорний король · f8 білий кінь · a6 білий кінь · g5 білий король · h1 чорний слон | a8 чорна тура · d8 чорний кінь · e8 чорний король · f8 білий кінь · a6 білий кінь · g5 білий король · h1 чорний слон | 2 |
| 1 | a8 чорна тура · d8 чорний кінь · e8 чорний король · f8 білий кінь · a6 білий кінь · g5 білий король · h1 чорний слон | a8 чорна тура · d8 чорний кінь · e8 чорний король · f8 білий кінь · a6 білий кінь · g5 білий король · h1 чорний слон | a8 чорна тура · d8 чорний кінь · e8 чорний король · f8 білий кінь · a6 білий кінь · g5 білий король · h1 чорний слон | a8 чорна тура · d8 чорний кінь · e8 чорний король · f8 білий кінь · a6 білий кінь · g5 білий король · h1 чорний слон | a8 чорна тура · d8 чорний кінь · e8 чорний король · f8 білий кінь · a6 білий кінь · g5 білий король · h1 чорний слон | a8 чорна тура · d8 чорний кінь · e8 чорний король · f8 білий кінь · a6 білий кінь · g5 білий король · h1 чорний слон | a8 чорна тура · d8 чорний кінь · e8 чорний король · f8 білий кінь · a6 білий кінь · g5 білий король · h1 чорний слон | a8 чорна тура · d8 чорний кінь · e8 чорний король · f8 білий кінь · a6 білий кінь · g5 білий король · h1 чорний слон | 1 |
|   | a | b | c | d | e | f | g | h |   |

FEN: r2nkN2/8/N7/6K1/8/8/8/7b
b) f8 = f8

a) 1. Sb7 Sd7 2. O-O-O Sb6#
b) 1. Bc6 Kf6  2. Bd7 Sc7# 
|   | a | b | c | d | e | f | g | h |   |
| 8 | a8 чорний слон · c6 чорний пішак · d6 чорний король · f6 білий пішак · c5 чорний пішак · d5 білий кінь · h5 білий король · b3 чорний ферзь · c3 білий слон · h3 білий слон | a8 чорний слон · c6 чорний пішак · d6 чорний король · f6 білий пішак · c5 чорний пішак · d5 білий кінь · h5 білий король · b3 чорний ферзь · c3 білий слон · h3 білий слон | a8 чорний слон · c6 чорний пішак · d6 чорний король · f6 білий пішак · c5 чорний пішак · d5 білий кінь · h5 білий король · b3 чорний ферзь · c3 білий слон · h3 білий слон | a8 чорний слон · c6 чорний пішак · d6 чорний король · f6 білий пішак · c5 чорний пішак · d5 білий кінь · h5 білий король · b3 чорний ферзь · c3 білий слон · h3 білий слон | a8 чорний слон · c6 чорний пішак · d6 чорний король · f6 білий пішак · c5 чорний пішак · d5 білий кінь · h5 білий король · b3 чорний ферзь · c3 білий слон · h3 білий слон | a8 чорний слон · c6 чорний пішак · d6 чорний король · f6 білий пішак · c5 чорний пішак · d5 білий кінь · h5 білий король · b3 чорний ферзь · c3 білий слон · h3 білий слон | a8 чорний слон · c6 чорний пішак · d6 чорний король · f6 білий пішак · c5 чорний пішак · d5 білий кінь · h5 білий король · b3 чорний ферзь · c3 білий слон · h3 білий слон | a8 чорний слон · c6 чорний пішак · d6 чорний король · f6 білий пішак · c5 чорний пішак · d5 білий кінь · h5 білий король · b3 чорний ферзь · c3 білий слон · h3 білий слон | 8 |
| 7 | a8 чорний слон · c6 чорний пішак · d6 чорний король · f6 білий пішак · c5 чорний пішак · d5 білий кінь · h5 білий король · b3 чорний ферзь · c3 білий слон · h3 білий слон | a8 чорний слон · c6 чорний пішак · d6 чорний король · f6 білий пішак · c5 чорний пішак · d5 білий кінь · h5 білий король · b3 чорний ферзь · c3 білий слон · h3 білий слон | a8 чорний слон · c6 чорний пішак · d6 чорний король · f6 білий пішак · c5 чорний пішак · d5 білий кінь · h5 білий король · b3 чорний ферзь · c3 білий слон · h3 білий слон | a8 чорний слон · c6 чорний пішак · d6 чорний король · f6 білий пішак · c5 чорний пішак · d5 білий кінь · h5 білий король · b3 чорний ферзь · c3 білий слон · h3 білий слон | a8 чорний слон · c6 чорний пішак · d6 чорний король · f6 білий пішак · c5 чорний пішак · d5 білий кінь · h5 білий король · b3 чорний ферзь · c3 білий слон · h3 білий слон | a8 чорний слон · c6 чорний пішак · d6 чорний король · f6 білий пішак · c5 чорний пішак · d5 білий кінь · h5 білий король · b3 чорний ферзь · c3 білий слон · h3 білий слон | a8 чорний слон · c6 чорний пішак · d6 чорний король · f6 білий пішак · c5 чорний пішак · d5 білий кінь · h5 білий король · b3 чорний ферзь · c3 білий слон · h3 білий слон | a8 чорний слон · c6 чорний пішак · d6 чорний король · f6 білий пішак · c5 чорний пішак · d5 білий кінь · h5 білий король · b3 чорний ферзь · c3 білий слон · h3 білий слон | 7 |
| 6 | a8 чорний слон · c6 чорний пішак · d6 чорний король · f6 білий пішак · c5 чорний пішак · d5 білий кінь · h5 білий король · b3 чорний ферзь · c3 білий слон · h3 білий слон | a8 чорний слон · c6 чорний пішак · d6 чорний король · f6 білий пішак · c5 чорний пішак · d5 білий кінь · h5 білий король · b3 чорний ферзь · c3 білий слон · h3 білий слон | a8 чорний слон · c6 чорний пішак · d6 чорний король · f6 білий пішак · c5 чорний пішак · d5 білий кінь · h5 білий король · b3 чорний ферзь · c3 білий слон · h3 білий слон | a8 чорний слон · c6 чорний пішак · d6 чорний король · f6 білий пішак · c5 чорний пішак · d5 білий кінь · h5 білий король · b3 чорний ферзь · c3 білий слон · h3 білий слон | a8 чорний слон · c6 чорний пішак · d6 чорний король · f6 білий пішак · c5 чорний пішак · d5 білий кінь · h5 білий король · b3 чорний ферзь · c3 білий слон · h3 білий слон | a8 чорний слон · c6 чорний пішак · d6 чорний король · f6 білий пішак · c5 чорний пішак · d5 білий кінь · h5 білий король · b3 чорний ферзь · c3 білий слон · h3 білий слон | a8 чорний слон · c6 чорний пішак · d6 чорний король · f6 білий пішак · c5 чорний пішак · d5 білий кінь · h5 білий король · b3 чорний ферзь · c3 білий слон · h3 білий слон | a8 чорний слон · c6 чорний пішак · d6 чорний король · f6 білий пішак · c5 чорний пішак · d5 білий кінь · h5 білий король · b3 чорний ферзь · c3 білий слон · h3 білий слон | 6 |
| 5 | a8 чорний слон · c6 чорний пішак · d6 чорний король · f6 білий пішак · c5 чорний пішак · d5 білий кінь · h5 білий король · b3 чорний ферзь · c3 білий слон · h3 білий слон | a8 чорний слон · c6 чорний пішак · d6 чорний король · f6 білий пішак · c5 чорний пішак · d5 білий кінь · h5 білий король · b3 чорний ферзь · c3 білий слон · h3 білий слон | a8 чорний слон · c6 чорний пішак · d6 чорний король · f6 білий пішак · c5 чорний пішак · d5 білий кінь · h5 білий король · b3 чорний ферзь · c3 білий слон · h3 білий слон | a8 чорний слон · c6 чорний пішак · d6 чорний король · f6 білий пішак · c5 чорний пішак · d5 білий кінь · h5 білий король · b3 чорний ферзь · c3 білий слон · h3 білий слон | a8 чорний слон · c6 чорний пішак · d6 чорний король · f6 білий пішак · c5 чорний пішак · d5 білий кінь · h5 білий король · b3 чорний ферзь · c3 білий слон · h3 білий слон | a8 чорний слон · c6 чорний пішак · d6 чорний король · f6 білий пішак · c5 чорний пішак · d5 білий кінь · h5 білий король · b3 чорний ферзь · c3 білий слон · h3 білий слон | a8 чорний слон · c6 чорний пішак · d6 чорний король · f6 білий пішак · c5 чорний пішак · d5 білий кінь · h5 білий король · b3 чорний ферзь · c3 білий слон · h3 білий слон | a8 чорний слон · c6 чорний пішак · d6 чорний король · f6 білий пішак · c5 чорний пішак · d5 білий кінь · h5 білий король · b3 чорний ферзь · c3 білий слон · h3 білий слон | 5 |
| 4 | a8 чорний слон · c6 чорний пішак · d6 чорний король · f6 білий пішак · c5 чорний пішак · d5 білий кінь · h5 білий король · b3 чорний ферзь · c3 білий слон · h3 білий слон | a8 чорний слон · c6 чорний пішак · d6 чорний король · f6 білий пішак · c5 чорний пішак · d5 білий кінь · h5 білий король · b3 чорний ферзь · c3 білий слон · h3 білий слон | a8 чорний слон · c6 чорний пішак · d6 чорний король · f6 білий пішак · c5 чорний пішак · d5 білий кінь · h5 білий король · b3 чорний ферзь · c3 білий слон · h3 білий слон | a8 чорний слон · c6 чорний пішак · d6 чорний король · f6 білий пішак · c5 чорний пішак · d5 білий кінь · h5 білий король · b3 чорний ферзь · c3 білий слон · h3 білий слон | a8 чорний слон · c6 чорний пішак · d6 чорний король · f6 білий пішак · c5 чорний пішак · d5 білий кінь · h5 білий король · b3 чорний ферзь · c3 білий слон · h3 білий слон | a8 чорний слон · c6 чорний пішак · d6 чорний король · f6 білий пішак · c5 чорний пішак · d5 білий кінь · h5 білий король · b3 чорний ферзь · c3 білий слон · h3 білий слон | a8 чорний слон · c6 чорний пішак · d6 чорний король · f6 білий пішак · c5 чорний пішак · d5 білий кінь · h5 білий король · b3 чорний ферзь · c3 білий слон · h3 білий слон | a8 чорний слон · c6 чорний пішак · d6 чорний король · f6 білий пішак · c5 чорний пішак · d5 білий кінь · h5 білий король · b3 чорний ферзь · c3 білий слон · h3 білий слон | 4 |
| 3 | a8 чорний слон · c6 чорний пішак · d6 чорний король · f6 білий пішак · c5 чорний пішак · d5 білий кінь · h5 білий король · b3 чорний ферзь · c3 білий слон · h3 білий слон | a8 чорний слон · c6 чорний пішак · d6 чорний король · f6 білий пішак · c5 чорний пішак · d5 білий кінь · h5 білий король · b3 чорний ферзь · c3 білий слон · h3 білий слон | a8 чорний слон · c6 чорний пішак · d6 чорний король · f6 білий пішак · c5 чорний пішак · d5 білий кінь · h5 білий король · b3 чорний ферзь · c3 білий слон · h3 білий слон | a8 чорний слон · c6 чорний пішак · d6 чорний король · f6 білий пішак · c5 чорний пішак · d5 білий кінь · h5 білий король · b3 чорний ферзь · c3 білий слон · h3 білий слон | a8 чорний слон · c6 чорний пішак · d6 чорний король · f6 білий пішак · c5 чорний пішак · d5 білий кінь · h5 білий король · b3 чорний ферзь · c3 білий слон · h3 білий слон | a8 чорний слон · c6 чорний пішак · d6 чорний король · f6 білий пішак · c5 чорний пішак · d5 білий кінь · h5 білий король · b3 чорний ферзь · c3 білий слон · h3 білий слон | a8 чорний слон · c6 чорний пішак · d6 чорний король · f6 білий пішак · c5 чорний пішак · d5 білий кінь · h5 білий король · b3 чорний ферзь · c3 білий слон · h3 білий слон | a8 чорний слон · c6 чорний пішак · d6 чорний король · f6 білий пішак · c5 чорний пішак · d5 білий кінь · h5 білий король · b3 чорний ферзь · c3 білий слон · h3 білий слон | 3 |
| 2 | a8 чорний слон · c6 чорний пішак · d6 чорний король · f6 білий пішак · c5 чорний пішак · d5 білий кінь · h5 білий король · b3 чорний ферзь · c3 білий слон · h3 білий слон | a8 чорний слон · c6 чорний пішак · d6 чорний король · f6 білий пішак · c5 чорний пішак · d5 білий кінь · h5 білий король · b3 чорний ферзь · c3 білий слон · h3 білий слон | a8 чорний слон · c6 чорний пішак · d6 чорний король · f6 білий пішак · c5 чорний пішак · d5 білий кінь · h5 білий король · b3 чорний ферзь · c3 білий слон · h3 білий слон | a8 чорний слон · c6 чорний пішак · d6 чорний король · f6 білий пішак · c5 чорний пішак · d5 білий кінь · h5 білий король · b3 чорний ферзь · c3 білий слон · h3 білий слон | a8 чорний слон · c6 чорний пішак · d6 чорний король · f6 білий пішак · c5 чорний пішак · d5 білий кінь · h5 білий король · b3 чорний ферзь · c3 білий слон · h3 білий слон | a8 чорний слон · c6 чорний пішак · d6 чорний король · f6 білий пішак · c5 чорний пішак · d5 білий кінь · h5 білий король · b3 чорний ферзь · c3 білий слон · h3 білий слон | a8 чорний слон · c6 чорний пішак · d6 чорний король · f6 білий пішак · c5 чорний пішак · d5 білий кінь · h5 білий король · b3 чорний ферзь · c3 білий слон · h3 білий слон | a8 чорний слон · c6 чорний пішак · d6 чорний король · f6 білий пішак · c5 чорний пішак · d5 білий кінь · h5 білий король · b3 чорний ферзь · c3 білий слон · h3 білий слон | 2 |
| 1 | a8 чорний слон · c6 чорний пішак · d6 чорний король · f6 білий пішак · c5 чорний пішак · d5 білий кінь · h5 білий король · b3 чорний ферзь · c3 білий слон · h3 білий слон | a8 чорний слон · c6 чорний пішак · d6 чорний король · f6 білий пішак · c5 чорний пішак · d5 білий кінь · h5 білий король · b3 чорний ферзь · c3 білий слон · h3 білий слон | a8 чорний слон · c6 чорний пішак · d6 чорний король · f6 білий пішак · c5 чорний пішак · d5 білий кінь · h5 білий король · b3 чорний ферзь · c3 білий слон · h3 білий слон | a8 чорний слон · c6 чорний пішак · d6 чорний король · f6 білий пішак · c5 чорний пішак · d5 білий кінь · h5 білий король · b3 чорний ферзь · c3 білий слон · h3 білий слон | a8 чорний слон · c6 чорний пішак · d6 чорний король · f6 білий пішак · c5 чорний пішак · d5 білий кінь · h5 білий король · b3 чорний ферзь · c3 білий слон · h3 білий слон | a8 чорний слон · c6 чорний пішак · d6 чорний король · f6 білий пішак · c5 чорний пішак · d5 білий кінь · h5 білий король · b3 чорний ферзь · c3 білий слон · h3 білий слон | a8 чорний слон · c6 чорний пішак · d6 чорний король · f6 білий пішак · c5 чорний пішак · d5 білий кінь · h5 білий король · b3 чорний ферзь · c3 білий слон · h3 білий слон | a8 чорний слон · c6 чорний пішак · d6 чорний король · f6 білий пішак · c5 чорний пішак · d5 білий кінь · h5 білий король · b3 чорний ферзь · c3 білий слон · h3 білий слон | 1 |
|   | a | b | c | d | e | f | g | h |   |

FEN: b7/8/2pk1P2/2pN3K/8/1qB4B/8/8
b) c3 = c3

a) 1. cd5 Bd2 2. Bc6 Bf4 #
b) 1. Be5 Sc7 2. Qd5 Se8 #
|   | a | b | c | d | e | f | g | h |   |
| 8 | e6 чорний кінь · d5 чорний ферзь · f5 білий слон · g5 біла тура · c4 чорна тура · d4 чорна тура · e4 чорний пішак · e3 чорний пішак · a2 білий король · h2 чорний пішак · e1 чорний слон · h1 чорний король | e6 чорний кінь · d5 чорний ферзь · f5 білий слон · g5 біла тура · c4 чорна тура · d4 чорна тура · e4 чорний пішак · e3 чорний пішак · a2 білий король · h2 чорний пішак · e1 чорний слон · h1 чорний король | e6 чорний кінь · d5 чорний ферзь · f5 білий слон · g5 біла тура · c4 чорна тура · d4 чорна тура · e4 чорний пішак · e3 чорний пішак · a2 білий король · h2 чорний пішак · e1 чорний слон · h1 чорний король | e6 чорний кінь · d5 чорний ферзь · f5 білий слон · g5 біла тура · c4 чорна тура · d4 чорна тура · e4 чорний пішак · e3 чорний пішак · a2 білий король · h2 чорний пішак · e1 чорний слон · h1 чорний король | e6 чорний кінь · d5 чорний ферзь · f5 білий слон · g5 біла тура · c4 чорна тура · d4 чорна тура · e4 чорний пішак · e3 чорний пішак · a2 білий король · h2 чорний пішак · e1 чорний слон · h1 чорний король | e6 чорний кінь · d5 чорний ферзь · f5 білий слон · g5 біла тура · c4 чорна тура · d4 чорна тура · e4 чорний пішак · e3 чорний пішак · a2 білий король · h2 чорний пішак · e1 чорний слон · h1 чорний король | e6 чорний кінь · d5 чорний ферзь · f5 білий слон · g5 біла тура · c4 чорна тура · d4 чорна тура · e4 чорний пішак · e3 чорний пішак · a2 білий король · h2 чорний пішак · e1 чорний слон · h1 чорний король | e6 чорний кінь · d5 чорний ферзь · f5 білий слон · g5 біла тура · c4 чорна тура · d4 чорна тура · e4 чорний пішак · e3 чорний пішак · a2 білий король · h2 чорний пішак · e1 чорний слон · h1 чорний король | 8 |
| 7 | e6 чорний кінь · d5 чорний ферзь · f5 білий слон · g5 біла тура · c4 чорна тура · d4 чорна тура · e4 чорний пішак · e3 чорний пішак · a2 білий король · h2 чорний пішак · e1 чорний слон · h1 чорний король | e6 чорний кінь · d5 чорний ферзь · f5 білий слон · g5 біла тура · c4 чорна тура · d4 чорна тура · e4 чорний пішак · e3 чорний пішак · a2 білий король · h2 чорний пішак · e1 чорний слон · h1 чорний король | e6 чорний кінь · d5 чорний ферзь · f5 білий слон · g5 біла тура · c4 чорна тура · d4 чорна тура · e4 чорний пішак · e3 чорний пішак · a2 білий король · h2 чорний пішак · e1 чорний слон · h1 чорний король | e6 чорний кінь · d5 чорний ферзь · f5 білий слон · g5 біла тура · c4 чорна тура · d4 чорна тура · e4 чорний пішак · e3 чорний пішак · a2 білий король · h2 чорний пішак · e1 чорний слон · h1 чорний король | e6 чорний кінь · d5 чорний ферзь · f5 білий слон · g5 біла тура · c4 чорна тура · d4 чорна тура · e4 чорний пішак · e3 чорний пішак · a2 білий король · h2 чорний пішак · e1 чорний слон · h1 чорний король | e6 чорний кінь · d5 чорний ферзь · f5 білий слон · g5 біла тура · c4 чорна тура · d4 чорна тура · e4 чорний пішак · e3 чорний пішак · a2 білий король · h2 чорний пішак · e1 чорний слон · h1 чорний король | e6 чорний кінь · d5 чорний ферзь · f5 білий слон · g5 біла тура · c4 чорна тура · d4 чорна тура · e4 чорний пішак · e3 чорний пішак · a2 білий король · h2 чорний пішак · e1 чорний слон · h1 чорний король | e6 чорний кінь · d5 чорний ферзь · f5 білий слон · g5 біла тура · c4 чорна тура · d4 чорна тура · e4 чорний пішак · e3 чорний пішак · a2 білий король · h2 чорний пішак · e1 чорний слон · h1 чорний король | 7 |
| 6 | e6 чорний кінь · d5 чорний ферзь · f5 білий слон · g5 біла тура · c4 чорна тура · d4 чорна тура · e4 чорний пішак · e3 чорний пішак · a2 білий король · h2 чорний пішак · e1 чорний слон · h1 чорний король | e6 чорний кінь · d5 чорний ферзь · f5 білий слон · g5 біла тура · c4 чорна тура · d4 чорна тура · e4 чорний пішак · e3 чорний пішак · a2 білий король · h2 чорний пішак · e1 чорний слон · h1 чорний король | e6 чорний кінь · d5 чорний ферзь · f5 білий слон · g5 біла тура · c4 чорна тура · d4 чорна тура · e4 чорний пішак · e3 чорний пішак · a2 білий король · h2 чорний пішак · e1 чорний слон · h1 чорний король | e6 чорний кінь · d5 чорний ферзь · f5 білий слон · g5 біла тура · c4 чорна тура · d4 чорна тура · e4 чорний пішак · e3 чорний пішак · a2 білий король · h2 чорний пішак · e1 чорний слон · h1 чорний король | e6 чорний кінь · d5 чорний ферзь · f5 білий слон · g5 біла тура · c4 чорна тура · d4 чорна тура · e4 чорний пішак · e3 чорний пішак · a2 білий король · h2 чорний пішак · e1 чорний слон · h1 чорний король | e6 чорний кінь · d5 чорний ферзь · f5 білий слон · g5 біла тура · c4 чорна тура · d4 чорна тура · e4 чорний пішак · e3 чорний пішак · a2 білий король · h2 чорний пішак · e1 чорний слон · h1 чорний король | e6 чорний кінь · d5 чорний ферзь · f5 білий слон · g5 біла тура · c4 чорна тура · d4 чорна тура · e4 чорний пішак · e3 чорний пішак · a2 білий король · h2 чорний пішак · e1 чорний слон · h1 чорний король | e6 чорний кінь · d5 чорний ферзь · f5 білий слон · g5 біла тура · c4 чорна тура · d4 чорна тура · e4 чорний пішак · e3 чорний пішак · a2 білий король · h2 чорний пішак · e1 чорний слон · h1 чорний король | 6 |
| 5 | e6 чорний кінь · d5 чорний ферзь · f5 білий слон · g5 біла тура · c4 чорна тура · d4 чорна тура · e4 чорний пішак · e3 чорний пішак · a2 білий король · h2 чорний пішак · e1 чорний слон · h1 чорний король | e6 чорний кінь · d5 чорний ферзь · f5 білий слон · g5 біла тура · c4 чорна тура · d4 чорна тура · e4 чорний пішак · e3 чорний пішак · a2 білий король · h2 чорний пішак · e1 чорний слон · h1 чорний король | e6 чорний кінь · d5 чорний ферзь · f5 білий слон · g5 біла тура · c4 чорна тура · d4 чорна тура · e4 чорний пішак · e3 чорний пішак · a2 білий король · h2 чорний пішак · e1 чорний слон · h1 чорний король | e6 чорний кінь · d5 чорний ферзь · f5 білий слон · g5 біла тура · c4 чорна тура · d4 чорна тура · e4 чорний пішак · e3 чорний пішак · a2 білий король · h2 чорний пішак · e1 чорний слон · h1 чорний король | e6 чорний кінь · d5 чорний ферзь · f5 білий слон · g5 біла тура · c4 чорна тура · d4 чорна тура · e4 чорний пішак · e3 чорний пішак · a2 білий король · h2 чорний пішак · e1 чорний слон · h1 чорний король | e6 чорний кінь · d5 чорний ферзь · f5 білий слон · g5 біла тура · c4 чорна тура · d4 чорна тура · e4 чорний пішак · e3 чорний пішак · a2 білий король · h2 чорний пішак · e1 чорний слон · h1 чорний король | e6 чорний кінь · d5 чорний ферзь · f5 білий слон · g5 біла тура · c4 чорна тура · d4 чорна тура · e4 чорний пішак · e3 чорний пішак · a2 білий король · h2 чорний пішак · e1 чорний слон · h1 чорний король | e6 чорний кінь · d5 чорний ферзь · f5 білий слон · g5 біла тура · c4 чорна тура · d4 чорна тура · e4 чорний пішак · e3 чорний пішак · a2 білий король · h2 чорний пішак · e1 чорний слон · h1 чорний король | 5 |
| 4 | e6 чорний кінь · d5 чорний ферзь · f5 білий слон · g5 біла тура · c4 чорна тура · d4 чорна тура · e4 чорний пішак · e3 чорний пішак · a2 білий король · h2 чорний пішак · e1 чорний слон · h1 чорний король | e6 чорний кінь · d5 чорний ферзь · f5 білий слон · g5 біла тура · c4 чорна тура · d4 чорна тура · e4 чорний пішак · e3 чорний пішак · a2 білий король · h2 чорний пішак · e1 чорний слон · h1 чорний король | e6 чорний кінь · d5 чорний ферзь · f5 білий слон · g5 біла тура · c4 чорна тура · d4 чорна тура · e4 чорний пішак · e3 чорний пішак · a2 білий король · h2 чорний пішак · e1 чорний слон · h1 чорний король | e6 чорний кінь · d5 чорний ферзь · f5 білий слон · g5 біла тура · c4 чорна тура · d4 чорна тура · e4 чорний пішак · e3 чорний пішак · a2 білий король · h2 чорний пішак · e1 чорний слон · h1 чорний король | e6 чорний кінь · d5 чорний ферзь · f5 білий слон · g5 біла тура · c4 чорна тура · d4 чорна тура · e4 чорний пішак · e3 чорний пішак · a2 білий король · h2 чорний пішак · e1 чорний слон · h1 чорний король | e6 чорний кінь · d5 чорний ферзь · f5 білий слон · g5 біла тура · c4 чорна тура · d4 чорна тура · e4 чорний пішак · e3 чорний пішак · a2 білий король · h2 чорний пішак · e1 чорний слон · h1 чорний король | e6 чорний кінь · d5 чорний ферзь · f5 білий слон · g5 біла тура · c4 чорна тура · d4 чорна тура · e4 чорний пішак · e3 чорний пішак · a2 білий король · h2 чорний пішак · e1 чорний слон · h1 чорний король | e6 чорний кінь · d5 чорний ферзь · f5 білий слон · g5 біла тура · c4 чорна тура · d4 чорна тура · e4 чорний пішак · e3 чорний пішак · a2 білий король · h2 чорний пішак · e1 чорний слон · h1 чорний король | 4 |
| 3 | e6 чорний кінь · d5 чорний ферзь · f5 білий слон · g5 біла тура · c4 чорна тура · d4 чорна тура · e4 чорний пішак · e3 чорний пішак · a2 білий король · h2 чорний пішак · e1 чорний слон · h1 чорний король | e6 чорний кінь · d5 чорний ферзь · f5 білий слон · g5 біла тура · c4 чорна тура · d4 чорна тура · e4 чорний пішак · e3 чорний пішак · a2 білий король · h2 чорний пішак · e1 чорний слон · h1 чорний король | e6 чорний кінь · d5 чорний ферзь · f5 білий слон · g5 біла тура · c4 чорна тура · d4 чорна тура · e4 чорний пішак · e3 чорний пішак · a2 білий король · h2 чорний пішак · e1 чорний слон · h1 чорний король | e6 чорний кінь · d5 чорний ферзь · f5 білий слон · g5 біла тура · c4 чорна тура · d4 чорна тура · e4 чорний пішак · e3 чорний пішак · a2 білий король · h2 чорний пішак · e1 чорний слон · h1 чорний король | e6 чорний кінь · d5 чорний ферзь · f5 білий слон · g5 біла тура · c4 чорна тура · d4 чорна тура · e4 чорний пішак · e3 чорний пішак · a2 білий король · h2 чорний пішак · e1 чорний слон · h1 чорний король | e6 чорний кінь · d5 чорний ферзь · f5 білий слон · g5 біла тура · c4 чорна тура · d4 чорна тура · e4 чорний пішак · e3 чорний пішак · a2 білий король · h2 чорний пішак · e1 чорний слон · h1 чорний король | e6 чорний кінь · d5 чорний ферзь · f5 білий слон · g5 біла тура · c4 чорна тура · d4 чорна тура · e4 чорний пішак · e3 чорний пішак · a2 білий король · h2 чорний пішак · e1 чорний слон · h1 чорний король | e6 чорний кінь · d5 чорний ферзь · f5 білий слон · g5 біла тура · c4 чорна тура · d4 чорна тура · e4 чорний пішак · e3 чорний пішак · a2 білий король · h2 чорний пішак · e1 чорний слон · h1 чорний король | 3 |
| 2 | e6 чорний кінь · d5 чорний ферзь · f5 білий слон · g5 біла тура · c4 чорна тура · d4 чорна тура · e4 чорний пішак · e3 чорний пішак · a2 білий король · h2 чорний пішак · e1 чорний слон · h1 чорний король | e6 чорний кінь · d5 чорний ферзь · f5 білий слон · g5 біла тура · c4 чорна тура · d4 чорна тура · e4 чорний пішак · e3 чорний пішак · a2 білий король · h2 чорний пішак · e1 чорний слон · h1 чорний король | e6 чорний кінь · d5 чорний ферзь · f5 білий слон · g5 біла тура · c4 чорна тура · d4 чорна тура · e4 чорний пішак · e3 чорний пішак · a2 білий король · h2 чорний пішак · e1 чорний слон · h1 чорний король | e6 чорний кінь · d5 чорний ферзь · f5 білий слон · g5 біла тура · c4 чорна тура · d4 чорна тура · e4 чорний пішак · e3 чорний пішак · a2 білий король · h2 чорний пішак · e1 чорний слон · h1 чорний король | e6 чорний кінь · d5 чорний ферзь · f5 білий слон · g5 біла тура · c4 чорна тура · d4 чорна тура · e4 чорний пішак · e3 чорний пішак · a2 білий король · h2 чорний пішак · e1 чорний слон · h1 чорний король | e6 чорний кінь · d5 чорний ферзь · f5 білий слон · g5 біла тура · c4 чорна тура · d4 чорна тура · e4 чорний пішак · e3 чорний пішак · a2 білий король · h2 чорний пішак · e1 чорний слон · h1 чорний король | e6 чорний кінь · d5 чорний ферзь · f5 білий слон · g5 біла тура · c4 чорна тура · d4 чорна тура · e4 чорний пішак · e3 чорний пішак · a2 білий король · h2 чорний пішак · e1 чорний слон · h1 чорний король | e6 чорний кінь · d5 чорний ферзь · f5 білий слон · g5 біла тура · c4 чорна тура · d4 чорна тура · e4 чорний пішак · e3 чорний пішак · a2 білий король · h2 чорний пішак · e1 чорний слон · h1 чорний король | 2 |
| 1 | e6 чорний кінь · d5 чорний ферзь · f5 білий слон · g5 біла тура · c4 чорна тура · d4 чорна тура · e4 чорний пішак · e3 чорний пішак · a2 білий король · h2 чорний пішак · e1 чорний слон · h1 чорний король | e6 чорний кінь · d5 чорний ферзь · f5 білий слон · g5 біла тура · c4 чорна тура · d4 чорна тура · e4 чорний пішак · e3 чорний пішак · a2 білий король · h2 чорний пішак · e1 чорний слон · h1 чорний король | e6 чорний кінь · d5 чорний ферзь · f5 білий слон · g5 біла тура · c4 чорна тура · d4 чорна тура · e4 чорний пішак · e3 чорний пішак · a2 білий король · h2 чорний пішак · e1 чорний слон · h1 чорний король | e6 чорний кінь · d5 чорний ферзь · f5 білий слон · g5 біла тура · c4 чорна тура · d4 чорна тура · e4 чорний пішак · e3 чорний пішак · a2 білий король · h2 чорний пішак · e1 чорний слон · h1 чорний король | e6 чорний кінь · d5 чорний ферзь · f5 білий слон · g5 біла тура · c4 чорна тура · d4 чорна тура · e4 чорний пішак · e3 чорний пішак · a2 білий король · h2 чорний пішак · e1 чорний слон · h1 чорний король | e6 чорний кінь · d5 чорний ферзь · f5 білий слон · g5 біла тура · c4 чорна тура · d4 чорна тура · e4 чорний пішак · e3 чорний пішак · a2 білий король · h2 чорний пішак · e1 чорний слон · h1 чорний король | e6 чорний кінь · d5 чорний ферзь · f5 білий слон · g5 біла тура · c4 чорна тура · d4 чорна тура · e4 чорний пішак · e3 чорний пішак · a2 білий король · h2 чорний пішак · e1 чорний слон · h1 чорний король | e6 чорний кінь · d5 чорний ферзь · f5 білий слон · g5 біла тура · c4 чорна тура · d4 чорна тура · e4 чорний пішак · e3 чорний пішак · a2 білий король · h2 чорний пішак · e1 чорний слон · h1 чорний король | 1 |
|   | a | b | c | d | e | f | g | h |   |

FEN: 8/8/4n3/3q1BR1/2rrp3/4p3/K6p/4b2k
b) f5 = f5

a) 1.Bf2 Bh3 2.Bg1 Bg2# (MM)

b) 1.Sf4 Rxf5 2.Sg2 Rf1# (MM)
В першому близнюку мат оголошує білий слон. Для утворення другого близнюка білий слон, що матував, замінюється на чорного слона.
|   | a | b | c | d | e | f | g | h |   |
| 8 | h8 білий король · f6 чорний пішак · f5 чорний пішак · g5 чорний пішак · c4 чорна тура · d4 білий слон · e4 білий кінь · f4 чорний король · g4 чорний пішак · h4 чорний кінь · f3 чорний пішак · d1 білий кінь | h8 білий король · f6 чорний пішак · f5 чорний пішак · g5 чорний пішак · c4 чорна тура · d4 білий слон · e4 білий кінь · f4 чорний король · g4 чорний пішак · h4 чорний кінь · f3 чорний пішак · d1 білий кінь | h8 білий король · f6 чорний пішак · f5 чорний пішак · g5 чорний пішак · c4 чорна тура · d4 білий слон · e4 білий кінь · f4 чорний король · g4 чорний пішак · h4 чорний кінь · f3 чорний пішак · d1 білий кінь | h8 білий король · f6 чорний пішак · f5 чорний пішак · g5 чорний пішак · c4 чорна тура · d4 білий слон · e4 білий кінь · f4 чорний король · g4 чорний пішак · h4 чорний кінь · f3 чорний пішак · d1 білий кінь | h8 білий король · f6 чорний пішак · f5 чорний пішак · g5 чорний пішак · c4 чорна тура · d4 білий слон · e4 білий кінь · f4 чорний король · g4 чорний пішак · h4 чорний кінь · f3 чорний пішак · d1 білий кінь | h8 білий король · f6 чорний пішак · f5 чорний пішак · g5 чорний пішак · c4 чорна тура · d4 білий слон · e4 білий кінь · f4 чорний король · g4 чорний пішак · h4 чорний кінь · f3 чорний пішак · d1 білий кінь | h8 білий король · f6 чорний пішак · f5 чорний пішак · g5 чорний пішак · c4 чорна тура · d4 білий слон · e4 білий кінь · f4 чорний король · g4 чорний пішак · h4 чорний кінь · f3 чорний пішак · d1 білий кінь | h8 білий король · f6 чорний пішак · f5 чорний пішак · g5 чорний пішак · c4 чорна тура · d4 білий слон · e4 білий кінь · f4 чорний король · g4 чорний пішак · h4 чорний кінь · f3 чорний пішак · d1 білий кінь | 8 |
| 7 | h8 білий король · f6 чорний пішак · f5 чорний пішак · g5 чорний пішак · c4 чорна тура · d4 білий слон · e4 білий кінь · f4 чорний король · g4 чорний пішак · h4 чорний кінь · f3 чорний пішак · d1 білий кінь | h8 білий король · f6 чорний пішак · f5 чорний пішак · g5 чорний пішак · c4 чорна тура · d4 білий слон · e4 білий кінь · f4 чорний король · g4 чорний пішак · h4 чорний кінь · f3 чорний пішак · d1 білий кінь | h8 білий король · f6 чорний пішак · f5 чорний пішак · g5 чорний пішак · c4 чорна тура · d4 білий слон · e4 білий кінь · f4 чорний король · g4 чорний пішак · h4 чорний кінь · f3 чорний пішак · d1 білий кінь | h8 білий король · f6 чорний пішак · f5 чорний пішак · g5 чорний пішак · c4 чорна тура · d4 білий слон · e4 білий кінь · f4 чорний король · g4 чорний пішак · h4 чорний кінь · f3 чорний пішак · d1 білий кінь | h8 білий король · f6 чорний пішак · f5 чорний пішак · g5 чорний пішак · c4 чорна тура · d4 білий слон · e4 білий кінь · f4 чорний король · g4 чорний пішак · h4 чорний кінь · f3 чорний пішак · d1 білий кінь | h8 білий король · f6 чорний пішак · f5 чорний пішак · g5 чорний пішак · c4 чорна тура · d4 білий слон · e4 білий кінь · f4 чорний король · g4 чорний пішак · h4 чорний кінь · f3 чорний пішак · d1 білий кінь | h8 білий король · f6 чорний пішак · f5 чорний пішак · g5 чорний пішак · c4 чорна тура · d4 білий слон · e4 білий кінь · f4 чорний король · g4 чорний пішак · h4 чорний кінь · f3 чорний пішак · d1 білий кінь | h8 білий король · f6 чорний пішак · f5 чорний пішак · g5 чорний пішак · c4 чорна тура · d4 білий слон · e4 білий кінь · f4 чорний король · g4 чорний пішак · h4 чорний кінь · f3 чорний пішак · d1 білий кінь | 7 |
| 6 | h8 білий король · f6 чорний пішак · f5 чорний пішак · g5 чорний пішак · c4 чорна тура · d4 білий слон · e4 білий кінь · f4 чорний король · g4 чорний пішак · h4 чорний кінь · f3 чорний пішак · d1 білий кінь | h8 білий король · f6 чорний пішак · f5 чорний пішак · g5 чорний пішак · c4 чорна тура · d4 білий слон · e4 білий кінь · f4 чорний король · g4 чорний пішак · h4 чорний кінь · f3 чорний пішак · d1 білий кінь | h8 білий король · f6 чорний пішак · f5 чорний пішак · g5 чорний пішак · c4 чорна тура · d4 білий слон · e4 білий кінь · f4 чорний король · g4 чорний пішак · h4 чорний кінь · f3 чорний пішак · d1 білий кінь | h8 білий король · f6 чорний пішак · f5 чорний пішак · g5 чорний пішак · c4 чорна тура · d4 білий слон · e4 білий кінь · f4 чорний король · g4 чорний пішак · h4 чорний кінь · f3 чорний пішак · d1 білий кінь | h8 білий король · f6 чорний пішак · f5 чорний пішак · g5 чорний пішак · c4 чорна тура · d4 білий слон · e4 білий кінь · f4 чорний король · g4 чорний пішак · h4 чорний кінь · f3 чорний пішак · d1 білий кінь | h8 білий король · f6 чорний пішак · f5 чорний пішак · g5 чорний пішак · c4 чорна тура · d4 білий слон · e4 білий кінь · f4 чорний король · g4 чорний пішак · h4 чорний кінь · f3 чорний пішак · d1 білий кінь | h8 білий король · f6 чорний пішак · f5 чорний пішак · g5 чорний пішак · c4 чорна тура · d4 білий слон · e4 білий кінь · f4 чорний король · g4 чорний пішак · h4 чорний кінь · f3 чорний пішак · d1 білий кінь | h8 білий король · f6 чорний пішак · f5 чорний пішак · g5 чорний пішак · c4 чорна тура · d4 білий слон · e4 білий кінь · f4 чорний король · g4 чорний пішак · h4 чорний кінь · f3 чорний пішак · d1 білий кінь | 6 |
| 5 | h8 білий король · f6 чорний пішак · f5 чорний пішак · g5 чорний пішак · c4 чорна тура · d4 білий слон · e4 білий кінь · f4 чорний король · g4 чорний пішак · h4 чорний кінь · f3 чорний пішак · d1 білий кінь | h8 білий король · f6 чорний пішак · f5 чорний пішак · g5 чорний пішак · c4 чорна тура · d4 білий слон · e4 білий кінь · f4 чорний король · g4 чорний пішак · h4 чорний кінь · f3 чорний пішак · d1 білий кінь | h8 білий король · f6 чорний пішак · f5 чорний пішак · g5 чорний пішак · c4 чорна тура · d4 білий слон · e4 білий кінь · f4 чорний король · g4 чорний пішак · h4 чорний кінь · f3 чорний пішак · d1 білий кінь | h8 білий король · f6 чорний пішак · f5 чорний пішак · g5 чорний пішак · c4 чорна тура · d4 білий слон · e4 білий кінь · f4 чорний король · g4 чорний пішак · h4 чорний кінь · f3 чорний пішак · d1 білий кінь | h8 білий король · f6 чорний пішак · f5 чорний пішак · g5 чорний пішак · c4 чорна тура · d4 білий слон · e4 білий кінь · f4 чорний король · g4 чорний пішак · h4 чорний кінь · f3 чорний пішак · d1 білий кінь | h8 білий король · f6 чорний пішак · f5 чорний пішак · g5 чорний пішак · c4 чорна тура · d4 білий слон · e4 білий кінь · f4 чорний король · g4 чорний пішак · h4 чорний кінь · f3 чорний пішак · d1 білий кінь | h8 білий король · f6 чорний пішак · f5 чорний пішак · g5 чорний пішак · c4 чорна тура · d4 білий слон · e4 білий кінь · f4 чорний король · g4 чорний пішак · h4 чорний кінь · f3 чорний пішак · d1 білий кінь | h8 білий король · f6 чорний пішак · f5 чорний пішак · g5 чорний пішак · c4 чорна тура · d4 білий слон · e4 білий кінь · f4 чорний король · g4 чорний пішак · h4 чорний кінь · f3 чорний пішак · d1 білий кінь | 5 |
| 4 | h8 білий король · f6 чорний пішак · f5 чорний пішак · g5 чорний пішак · c4 чорна тура · d4 білий слон · e4 білий кінь · f4 чорний король · g4 чорний пішак · h4 чорний кінь · f3 чорний пішак · d1 білий кінь | h8 білий король · f6 чорний пішак · f5 чорний пішак · g5 чорний пішак · c4 чорна тура · d4 білий слон · e4 білий кінь · f4 чорний король · g4 чорний пішак · h4 чорний кінь · f3 чорний пішак · d1 білий кінь | h8 білий король · f6 чорний пішак · f5 чорний пішак · g5 чорний пішак · c4 чорна тура · d4 білий слон · e4 білий кінь · f4 чорний король · g4 чорний пішак · h4 чорний кінь · f3 чорний пішак · d1 білий кінь | h8 білий король · f6 чорний пішак · f5 чорний пішак · g5 чорний пішак · c4 чорна тура · d4 білий слон · e4 білий кінь · f4 чорний король · g4 чорний пішак · h4 чорний кінь · f3 чорний пішак · d1 білий кінь | h8 білий король · f6 чорний пішак · f5 чорний пішак · g5 чорний пішак · c4 чорна тура · d4 білий слон · e4 білий кінь · f4 чорний король · g4 чорний пішак · h4 чорний кінь · f3 чорний пішак · d1 білий кінь | h8 білий король · f6 чорний пішак · f5 чорний пішак · g5 чорний пішак · c4 чорна тура · d4 білий слон · e4 білий кінь · f4 чорний король · g4 чорний пішак · h4 чорний кінь · f3 чорний пішак · d1 білий кінь | h8 білий король · f6 чорний пішак · f5 чорний пішак · g5 чорний пішак · c4 чорна тура · d4 білий слон · e4 білий кінь · f4 чорний король · g4 чорний пішак · h4 чорний кінь · f3 чорний пішак · d1 білий кінь | h8 білий король · f6 чорний пішак · f5 чорний пішак · g5 чорний пішак · c4 чорна тура · d4 білий слон · e4 білий кінь · f4 чорний король · g4 чорний пішак · h4 чорний кінь · f3 чорний пішак · d1 білий кінь | 4 |
| 3 | h8 білий король · f6 чорний пішак · f5 чорний пішак · g5 чорний пішак · c4 чорна тура · d4 білий слон · e4 білий кінь · f4 чорний король · g4 чорний пішак · h4 чорний кінь · f3 чорний пішак · d1 білий кінь | h8 білий король · f6 чорний пішак · f5 чорний пішак · g5 чорний пішак · c4 чорна тура · d4 білий слон · e4 білий кінь · f4 чорний король · g4 чорний пішак · h4 чорний кінь · f3 чорний пішак · d1 білий кінь | h8 білий король · f6 чорний пішак · f5 чорний пішак · g5 чорний пішак · c4 чорна тура · d4 білий слон · e4 білий кінь · f4 чорний король · g4 чорний пішак · h4 чорний кінь · f3 чорний пішак · d1 білий кінь | h8 білий король · f6 чорний пішак · f5 чорний пішак · g5 чорний пішак · c4 чорна тура · d4 білий слон · e4 білий кінь · f4 чорний король · g4 чорний пішак · h4 чорний кінь · f3 чорний пішак · d1 білий кінь | h8 білий король · f6 чорний пішак · f5 чорний пішак · g5 чорний пішак · c4 чорна тура · d4 білий слон · e4 білий кінь · f4 чорний король · g4 чорний пішак · h4 чорний кінь · f3 чорний пішак · d1 білий кінь | h8 білий король · f6 чорний пішак · f5 чорний пішак · g5 чорний пішак · c4 чорна тура · d4 білий слон · e4 білий кінь · f4 чорний король · g4 чорний пішак · h4 чорний кінь · f3 чорний пішак · d1 білий кінь | h8 білий король · f6 чорний пішак · f5 чорний пішак · g5 чорний пішак · c4 чорна тура · d4 білий слон · e4 білий кінь · f4 чорний король · g4 чорний пішак · h4 чорний кінь · f3 чорний пішак · d1 білий кінь | h8 білий король · f6 чорний пішак · f5 чорний пішак · g5 чорний пішак · c4 чорна тура · d4 білий слон · e4 білий кінь · f4 чорний король · g4 чорний пішак · h4 чорний кінь · f3 чорний пішак · d1 білий кінь | 3 |
| 2 | h8 білий король · f6 чорний пішак · f5 чорний пішак · g5 чорний пішак · c4 чорна тура · d4 білий слон · e4 білий кінь · f4 чорний король · g4 чорний пішак · h4 чорний кінь · f3 чорний пішак · d1 білий кінь | h8 білий король · f6 чорний пішак · f5 чорний пішак · g5 чорний пішак · c4 чорна тура · d4 білий слон · e4 білий кінь · f4 чорний король · g4 чорний пішак · h4 чорний кінь · f3 чорний пішак · d1 білий кінь | h8 білий король · f6 чорний пішак · f5 чорний пішак · g5 чорний пішак · c4 чорна тура · d4 білий слон · e4 білий кінь · f4 чорний король · g4 чорний пішак · h4 чорний кінь · f3 чорний пішак · d1 білий кінь | h8 білий король · f6 чорний пішак · f5 чорний пішак · g5 чорний пішак · c4 чорна тура · d4 білий слон · e4 білий кінь · f4 чорний король · g4 чорний пішак · h4 чорний кінь · f3 чорний пішак · d1 білий кінь | h8 білий король · f6 чорний пішак · f5 чорний пішак · g5 чорний пішак · c4 чорна тура · d4 білий слон · e4 білий кінь · f4 чорний король · g4 чорний пішак · h4 чорний кінь · f3 чорний пішак · d1 білий кінь | h8 білий король · f6 чорний пішак · f5 чорний пішак · g5 чорний пішак · c4 чорна тура · d4 білий слон · e4 білий кінь · f4 чорний король · g4 чорний пішак · h4 чорний кінь · f3 чорний пішак · d1 білий кінь | h8 білий король · f6 чорний пішак · f5 чорний пішак · g5 чорний пішак · c4 чорна тура · d4 білий слон · e4 білий кінь · f4 чорний король · g4 чорний пішак · h4 чорний кінь · f3 чорний пішак · d1 білий кінь | h8 білий король · f6 чорний пішак · f5 чорний пішак · g5 чорний пішак · c4 чорна тура · d4 білий слон · e4 білий кінь · f4 чорний король · g4 чорний пішак · h4 чорний кінь · f3 чорний пішак · d1 білий кінь | 2 |
| 1 | h8 білий король · f6 чорний пішак · f5 чорний пішак · g5 чорний пішак · c4 чорна тура · d4 білий слон · e4 білий кінь · f4 чорний король · g4 чорний пішак · h4 чорний кінь · f3 чорний пішак · d1 білий кінь | h8 білий король · f6 чорний пішак · f5 чорний пішак · g5 чорний пішак · c4 чорна тура · d4 білий слон · e4 білий кінь · f4 чорний король · g4 чорний пішак · h4 чорний кінь · f3 чорний пішак · d1 білий кінь | h8 білий король · f6 чорний пішак · f5 чорний пішак · g5 чорний пішак · c4 чорна тура · d4 білий слон · e4 білий кінь · f4 чорний король · g4 чорний пішак · h4 чорний кінь · f3 чорний пішак · d1 білий кінь | h8 білий король · f6 чорний пішак · f5 чорний пішак · g5 чорний пішак · c4 чорна тура · d4 білий слон · e4 білий кінь · f4 чорний король · g4 чорний пішак · h4 чорний кінь · f3 чорний пішак · d1 білий кінь | h8 білий король · f6 чорний пішак · f5 чорний пішак · g5 чорний пішак · c4 чорна тура · d4 білий слон · e4 білий кінь · f4 чорний король · g4 чорний пішак · h4 чорний кінь · f3 чорний пішак · d1 білий кінь | h8 білий король · f6 чорний пішак · f5 чорний пішак · g5 чорний пішак · c4 чорна тура · d4 білий слон · e4 білий кінь · f4 чорний король · g4 чорний пішак · h4 чорний кінь · f3 чорний пішак · d1 білий кінь | h8 білий король · f6 чорний пішак · f5 чорний пішак · g5 чорний пішак · c4 чорна тура · d4 білий слон · e4 білий кінь · f4 чорний король · g4 чорний пішак · h4 чорний кінь · f3 чорний пішак · d1 білий кінь | h8 білий король · f6 чорний пішак · f5 чорний пішак · g5 чорний пішак · c4 чорна тура · d4 білий слон · e4 білий кінь · f4 чорний король · g4 чорний пішак · h4 чорний кінь · f3 чорний пішак · d1 білий кінь | 1 |
|   | a | b | c | d | e | f | g | h |   |

FEN: 7K/8/5p2/5pp1/2rBNkpn/5p2/8/3N4
b) d4 = d4, с) e4 = e4

a) 1. fe4   Bc5 2. f5   Bd6#
b) 1. Be5 Sg3 2. Re4 Sh5#
c) 1. f2     Sc3 2. Sf3 Se2#
На спеціалізованому сайті з шахової композиції http://superproblem.ru [Архівовано 31 травня 2022 у Wayback Machine.] проводився ювілейний конкурс і ця задача, за втілення в ній нового типу близнюків, була відмічена спеціальним почесним відгуком.
|   | a | b | c | d | e | f | g | h |   |
| 8 | c7 чорна тура · d7 чорний пішак · e7 чорний пішак · h7 чорний слон · d6 чорний король · a5 білий кінь · d5 чорний кінь · f5 чорний пішак · b4 білий пішак · g4 білий пішак · b3 білий король · f3 білий кінь · e2 білий пішак | c7 чорна тура · d7 чорний пішак · e7 чорний пішак · h7 чорний слон · d6 чорний король · a5 білий кінь · d5 чорний кінь · f5 чорний пішак · b4 білий пішак · g4 білий пішак · b3 білий король · f3 білий кінь · e2 білий пішак | c7 чорна тура · d7 чорний пішак · e7 чорний пішак · h7 чорний слон · d6 чорний король · a5 білий кінь · d5 чорний кінь · f5 чорний пішак · b4 білий пішак · g4 білий пішак · b3 білий король · f3 білий кінь · e2 білий пішак | c7 чорна тура · d7 чорний пішак · e7 чорний пішак · h7 чорний слон · d6 чорний король · a5 білий кінь · d5 чорний кінь · f5 чорний пішак · b4 білий пішак · g4 білий пішак · b3 білий король · f3 білий кінь · e2 білий пішак | c7 чорна тура · d7 чорний пішак · e7 чорний пішак · h7 чорний слон · d6 чорний король · a5 білий кінь · d5 чорний кінь · f5 чорний пішак · b4 білий пішак · g4 білий пішак · b3 білий король · f3 білий кінь · e2 білий пішак | c7 чорна тура · d7 чорний пішак · e7 чорний пішак · h7 чорний слон · d6 чорний король · a5 білий кінь · d5 чорний кінь · f5 чорний пішак · b4 білий пішак · g4 білий пішак · b3 білий король · f3 білий кінь · e2 білий пішак | c7 чорна тура · d7 чорний пішак · e7 чорний пішак · h7 чорний слон · d6 чорний король · a5 білий кінь · d5 чорний кінь · f5 чорний пішак · b4 білий пішак · g4 білий пішак · b3 білий король · f3 білий кінь · e2 білий пішак | c7 чорна тура · d7 чорний пішак · e7 чорний пішак · h7 чорний слон · d6 чорний король · a5 білий кінь · d5 чорний кінь · f5 чорний пішак · b4 білий пішак · g4 білий пішак · b3 білий король · f3 білий кінь · e2 білий пішак | 8 |
| 7 | c7 чорна тура · d7 чорний пішак · e7 чорний пішак · h7 чорний слон · d6 чорний король · a5 білий кінь · d5 чорний кінь · f5 чорний пішак · b4 білий пішак · g4 білий пішак · b3 білий король · f3 білий кінь · e2 білий пішак | c7 чорна тура · d7 чорний пішак · e7 чорний пішак · h7 чорний слон · d6 чорний король · a5 білий кінь · d5 чорний кінь · f5 чорний пішак · b4 білий пішак · g4 білий пішак · b3 білий король · f3 білий кінь · e2 білий пішак | c7 чорна тура · d7 чорний пішак · e7 чорний пішак · h7 чорний слон · d6 чорний король · a5 білий кінь · d5 чорний кінь · f5 чорний пішак · b4 білий пішак · g4 білий пішак · b3 білий король · f3 білий кінь · e2 білий пішак | c7 чорна тура · d7 чорний пішак · e7 чорний пішак · h7 чорний слон · d6 чорний король · a5 білий кінь · d5 чорний кінь · f5 чорний пішак · b4 білий пішак · g4 білий пішак · b3 білий король · f3 білий кінь · e2 білий пішак | c7 чорна тура · d7 чорний пішак · e7 чорний пішак · h7 чорний слон · d6 чорний король · a5 білий кінь · d5 чорний кінь · f5 чорний пішак · b4 білий пішак · g4 білий пішак · b3 білий король · f3 білий кінь · e2 білий пішак | c7 чорна тура · d7 чорний пішак · e7 чорний пішак · h7 чорний слон · d6 чорний король · a5 білий кінь · d5 чорний кінь · f5 чорний пішак · b4 білий пішак · g4 білий пішак · b3 білий король · f3 білий кінь · e2 білий пішак | c7 чорна тура · d7 чорний пішак · e7 чорний пішак · h7 чорний слон · d6 чорний король · a5 білий кінь · d5 чорний кінь · f5 чорний пішак · b4 білий пішак · g4 білий пішак · b3 білий король · f3 білий кінь · e2 білий пішак | c7 чорна тура · d7 чорний пішак · e7 чорний пішак · h7 чорний слон · d6 чорний король · a5 білий кінь · d5 чорний кінь · f5 чорний пішак · b4 білий пішак · g4 білий пішак · b3 білий король · f3 білий кінь · e2 білий пішак | 7 |
| 6 | c7 чорна тура · d7 чорний пішак · e7 чорний пішак · h7 чорний слон · d6 чорний король · a5 білий кінь · d5 чорний кінь · f5 чорний пішак · b4 білий пішак · g4 білий пішак · b3 білий король · f3 білий кінь · e2 білий пішак | c7 чорна тура · d7 чорний пішак · e7 чорний пішак · h7 чорний слон · d6 чорний король · a5 білий кінь · d5 чорний кінь · f5 чорний пішак · b4 білий пішак · g4 білий пішак · b3 білий король · f3 білий кінь · e2 білий пішак | c7 чорна тура · d7 чорний пішак · e7 чорний пішак · h7 чорний слон · d6 чорний король · a5 білий кінь · d5 чорний кінь · f5 чорний пішак · b4 білий пішак · g4 білий пішак · b3 білий король · f3 білий кінь · e2 білий пішак | c7 чорна тура · d7 чорний пішак · e7 чорний пішак · h7 чорний слон · d6 чорний король · a5 білий кінь · d5 чорний кінь · f5 чорний пішак · b4 білий пішак · g4 білий пішак · b3 білий король · f3 білий кінь · e2 білий пішак | c7 чорна тура · d7 чорний пішак · e7 чорний пішак · h7 чорний слон · d6 чорний король · a5 білий кінь · d5 чорний кінь · f5 чорний пішак · b4 білий пішак · g4 білий пішак · b3 білий король · f3 білий кінь · e2 білий пішак | c7 чорна тура · d7 чорний пішак · e7 чорний пішак · h7 чорний слон · d6 чорний король · a5 білий кінь · d5 чорний кінь · f5 чорний пішак · b4 білий пішак · g4 білий пішак · b3 білий король · f3 білий кінь · e2 білий пішак | c7 чорна тура · d7 чорний пішак · e7 чорний пішак · h7 чорний слон · d6 чорний король · a5 білий кінь · d5 чорний кінь · f5 чорний пішак · b4 білий пішак · g4 білий пішак · b3 білий король · f3 білий кінь · e2 білий пішак | c7 чорна тура · d7 чорний пішак · e7 чорний пішак · h7 чорний слон · d6 чорний король · a5 білий кінь · d5 чорний кінь · f5 чорний пішак · b4 білий пішак · g4 білий пішак · b3 білий король · f3 білий кінь · e2 білий пішак | 6 |
| 5 | c7 чорна тура · d7 чорний пішак · e7 чорний пішак · h7 чорний слон · d6 чорний король · a5 білий кінь · d5 чорний кінь · f5 чорний пішак · b4 білий пішак · g4 білий пішак · b3 білий король · f3 білий кінь · e2 білий пішак | c7 чорна тура · d7 чорний пішак · e7 чорний пішак · h7 чорний слон · d6 чорний король · a5 білий кінь · d5 чорний кінь · f5 чорний пішак · b4 білий пішак · g4 білий пішак · b3 білий король · f3 білий кінь · e2 білий пішак | c7 чорна тура · d7 чорний пішак · e7 чорний пішак · h7 чорний слон · d6 чорний король · a5 білий кінь · d5 чорний кінь · f5 чорний пішак · b4 білий пішак · g4 білий пішак · b3 білий король · f3 білий кінь · e2 білий пішак | c7 чорна тура · d7 чорний пішак · e7 чорний пішак · h7 чорний слон · d6 чорний король · a5 білий кінь · d5 чорний кінь · f5 чорний пішак · b4 білий пішак · g4 білий пішак · b3 білий король · f3 білий кінь · e2 білий пішак | c7 чорна тура · d7 чорний пішак · e7 чорний пішак · h7 чорний слон · d6 чорний король · a5 білий кінь · d5 чорний кінь · f5 чорний пішак · b4 білий пішак · g4 білий пішак · b3 білий король · f3 білий кінь · e2 білий пішак | c7 чорна тура · d7 чорний пішак · e7 чорний пішак · h7 чорний слон · d6 чорний король · a5 білий кінь · d5 чорний кінь · f5 чорний пішак · b4 білий пішак · g4 білий пішак · b3 білий король · f3 білий кінь · e2 білий пішак | c7 чорна тура · d7 чорний пішак · e7 чорний пішак · h7 чорний слон · d6 чорний король · a5 білий кінь · d5 чорний кінь · f5 чорний пішак · b4 білий пішак · g4 білий пішак · b3 білий король · f3 білий кінь · e2 білий пішак | c7 чорна тура · d7 чорний пішак · e7 чорний пішак · h7 чорний слон · d6 чорний король · a5 білий кінь · d5 чорний кінь · f5 чорний пішак · b4 білий пішак · g4 білий пішак · b3 білий король · f3 білий кінь · e2 білий пішак | 5 |
| 4 | c7 чорна тура · d7 чорний пішак · e7 чорний пішак · h7 чорний слон · d6 чорний король · a5 білий кінь · d5 чорний кінь · f5 чорний пішак · b4 білий пішак · g4 білий пішак · b3 білий король · f3 білий кінь · e2 білий пішак | c7 чорна тура · d7 чорний пішак · e7 чорний пішак · h7 чорний слон · d6 чорний король · a5 білий кінь · d5 чорний кінь · f5 чорний пішак · b4 білий пішак · g4 білий пішак · b3 білий король · f3 білий кінь · e2 білий пішак | c7 чорна тура · d7 чорний пішак · e7 чорний пішак · h7 чорний слон · d6 чорний король · a5 білий кінь · d5 чорний кінь · f5 чорний пішак · b4 білий пішак · g4 білий пішак · b3 білий король · f3 білий кінь · e2 білий пішак | c7 чорна тура · d7 чорний пішак · e7 чорний пішак · h7 чорний слон · d6 чорний король · a5 білий кінь · d5 чорний кінь · f5 чорний пішак · b4 білий пішак · g4 білий пішак · b3 білий король · f3 білий кінь · e2 білий пішак | c7 чорна тура · d7 чорний пішак · e7 чорний пішак · h7 чорний слон · d6 чорний король · a5 білий кінь · d5 чорний кінь · f5 чорний пішак · b4 білий пішак · g4 білий пішак · b3 білий король · f3 білий кінь · e2 білий пішак | c7 чорна тура · d7 чорний пішак · e7 чорний пішак · h7 чорний слон · d6 чорний король · a5 білий кінь · d5 чорний кінь · f5 чорний пішак · b4 білий пішак · g4 білий пішак · b3 білий король · f3 білий кінь · e2 білий пішак | c7 чорна тура · d7 чорний пішак · e7 чорний пішак · h7 чорний слон · d6 чорний король · a5 білий кінь · d5 чорний кінь · f5 чорний пішак · b4 білий пішак · g4 білий пішак · b3 білий король · f3 білий кінь · e2 білий пішак | c7 чорна тура · d7 чорний пішак · e7 чорний пішак · h7 чорний слон · d6 чорний король · a5 білий кінь · d5 чорний кінь · f5 чорний пішак · b4 білий пішак · g4 білий пішак · b3 білий король · f3 білий кінь · e2 білий пішак | 4 |
| 3 | c7 чорна тура · d7 чорний пішак · e7 чорний пішак · h7 чорний слон · d6 чорний король · a5 білий кінь · d5 чорний кінь · f5 чорний пішак · b4 білий пішак · g4 білий пішак · b3 білий король · f3 білий кінь · e2 білий пішак | c7 чорна тура · d7 чорний пішак · e7 чорний пішак · h7 чорний слон · d6 чорний король · a5 білий кінь · d5 чорний кінь · f5 чорний пішак · b4 білий пішак · g4 білий пішак · b3 білий король · f3 білий кінь · e2 білий пішак | c7 чорна тура · d7 чорний пішак · e7 чорний пішак · h7 чорний слон · d6 чорний король · a5 білий кінь · d5 чорний кінь · f5 чорний пішак · b4 білий пішак · g4 білий пішак · b3 білий король · f3 білий кінь · e2 білий пішак | c7 чорна тура · d7 чорний пішак · e7 чорний пішак · h7 чорний слон · d6 чорний король · a5 білий кінь · d5 чорний кінь · f5 чорний пішак · b4 білий пішак · g4 білий пішак · b3 білий король · f3 білий кінь · e2 білий пішак | c7 чорна тура · d7 чорний пішак · e7 чорний пішак · h7 чорний слон · d6 чорний король · a5 білий кінь · d5 чорний кінь · f5 чорний пішак · b4 білий пішак · g4 білий пішак · b3 білий король · f3 білий кінь · e2 білий пішак | c7 чорна тура · d7 чорний пішак · e7 чорний пішак · h7 чорний слон · d6 чорний король · a5 білий кінь · d5 чорний кінь · f5 чорний пішак · b4 білий пішак · g4 білий пішак · b3 білий король · f3 білий кінь · e2 білий пішак | c7 чорна тура · d7 чорний пішак · e7 чорний пішак · h7 чорний слон · d6 чорний король · a5 білий кінь · d5 чорний кінь · f5 чорний пішак · b4 білий пішак · g4 білий пішак · b3 білий король · f3 білий кінь · e2 білий пішак | c7 чорна тура · d7 чорний пішак · e7 чорний пішак · h7 чорний слон · d6 чорний король · a5 білий кінь · d5 чорний кінь · f5 чорний пішак · b4 білий пішак · g4 білий пішак · b3 білий король · f3 білий кінь · e2 білий пішак | 3 |
| 2 | c7 чорна тура · d7 чорний пішак · e7 чорний пішак · h7 чорний слон · d6 чорний король · a5 білий кінь · d5 чорний кінь · f5 чорний пішак · b4 білий пішак · g4 білий пішак · b3 білий король · f3 білий кінь · e2 білий пішак | c7 чорна тура · d7 чорний пішак · e7 чорний пішак · h7 чорний слон · d6 чорний король · a5 білий кінь · d5 чорний кінь · f5 чорний пішак · b4 білий пішак · g4 білий пішак · b3 білий король · f3 білий кінь · e2 білий пішак | c7 чорна тура · d7 чорний пішак · e7 чорний пішак · h7 чорний слон · d6 чорний король · a5 білий кінь · d5 чорний кінь · f5 чорний пішак · b4 білий пішак · g4 білий пішак · b3 білий король · f3 білий кінь · e2 білий пішак | c7 чорна тура · d7 чорний пішак · e7 чорний пішак · h7 чорний слон · d6 чорний король · a5 білий кінь · d5 чорний кінь · f5 чорний пішак · b4 білий пішак · g4 білий пішак · b3 білий король · f3 білий кінь · e2 білий пішак | c7 чорна тура · d7 чорний пішак · e7 чорний пішак · h7 чорний слон · d6 чорний король · a5 білий кінь · d5 чорний кінь · f5 чорний пішак · b4 білий пішак · g4 білий пішак · b3 білий король · f3 білий кінь · e2 білий пішак | c7 чорна тура · d7 чорний пішак · e7 чорний пішак · h7 чорний слон · d6 чорний король · a5 білий кінь · d5 чорний кінь · f5 чорний пішак · b4 білий пішак · g4 білий пішак · b3 білий король · f3 білий кінь · e2 білий пішак | c7 чорна тура · d7 чорний пішак · e7 чорний пішак · h7 чорний слон · d6 чорний король · a5 білий кінь · d5 чорний кінь · f5 чорний пішак · b4 білий пішак · g4 білий пішак · b3 білий король · f3 білий кінь · e2 білий пішак | c7 чорна тура · d7 чорний пішак · e7 чорний пішак · h7 чорний слон · d6 чорний король · a5 білий кінь · d5 чорний кінь · f5 чорний пішак · b4 білий пішак · g4 білий пішак · b3 білий король · f3 білий кінь · e2 білий пішак | 2 |
| 1 | c7 чорна тура · d7 чорний пішак · e7 чорний пішак · h7 чорний слон · d6 чорний король · a5 білий кінь · d5 чорний кінь · f5 чорний пішак · b4 білий пішак · g4 білий пішак · b3 білий король · f3 білий кінь · e2 білий пішак | c7 чорна тура · d7 чорний пішак · e7 чорний пішак · h7 чорний слон · d6 чорний король · a5 білий кінь · d5 чорний кінь · f5 чорний пішак · b4 білий пішак · g4 білий пішак · b3 білий король · f3 білий кінь · e2 білий пішак | c7 чорна тура · d7 чорний пішак · e7 чорний пішак · h7 чорний слон · d6 чорний король · a5 білий кінь · d5 чорний кінь · f5 чорний пішак · b4 білий пішак · g4 білий пішак · b3 білий король · f3 білий кінь · e2 білий пішак | c7 чорна тура · d7 чорний пішак · e7 чорний пішак · h7 чорний слон · d6 чорний король · a5 білий кінь · d5 чорний кінь · f5 чорний пішак · b4 білий пішак · g4 білий пішак · b3 білий король · f3 білий кінь · e2 білий пішак | c7 чорна тура · d7 чорний пішак · e7 чорний пішак · h7 чорний слон · d6 чорний король · a5 білий кінь · d5 чорний кінь · f5 чорний пішак · b4 білий пішак · g4 білий пішак · b3 білий король · f3 білий кінь · e2 білий пішак | c7 чорна тура · d7 чорний пішак · e7 чорний пішак · h7 чорний слон · d6 чорний король · a5 білий кінь · d5 чорний кінь · f5 чорний пішак · b4 білий пішак · g4 білий пішак · b3 білий король · f3 білий кінь · e2 білий пішак | c7 чорна тура · d7 чорний пішак · e7 чорний пішак · h7 чорний слон · d6 чорний король · a5 білий кінь · d5 чорний кінь · f5 чорний пішак · b4 білий пішак · g4 білий пішак · b3 білий король · f3 білий кінь · e2 білий пішак | c7 чорна тура · d7 чорний пішак · e7 чорний пішак · h7 чорний слон · d6 чорний король · a5 білий кінь · d5 чорний кінь · f5 чорний пішак · b4 білий пішак · g4 білий пішак · b3 білий король · f3 білий кінь · e2 білий пішак | 1 |
|   | a | b | c | d | e | f | g | h |   |

FEN: 8/2rpp2b/3k4/N2n1p2/1P4P1/1K3N2/4P3/8
b) e2 = e2,   с) f3 = f3

a) 1.Bg8 e4  2.Be6 e5# (MM)

b) 1.e1R Sg5 2.Re6 Sf7# (MM)

c) 1.Se5 gxf5 2.Sc6 Sc4# (MM)
В першому близнюку оголошує мат білий пішак «e2», для утворення другого близнюка білий пішак, який матував замінюється на чорного пішака.В другому близнюку матує білий кінь «f3», для утворення третього близнюка білий кінь «f3», який оголошував мат, замінюється на чорного коня.